# 24. März
Der 24. März ist der 83. Tag des gregorianischen Kalenders (der 84. in Schaltjahren), somit bleiben 282 Tage bis zum Jahresende.

## Ereignisse

### Politik und Weltgeschehen

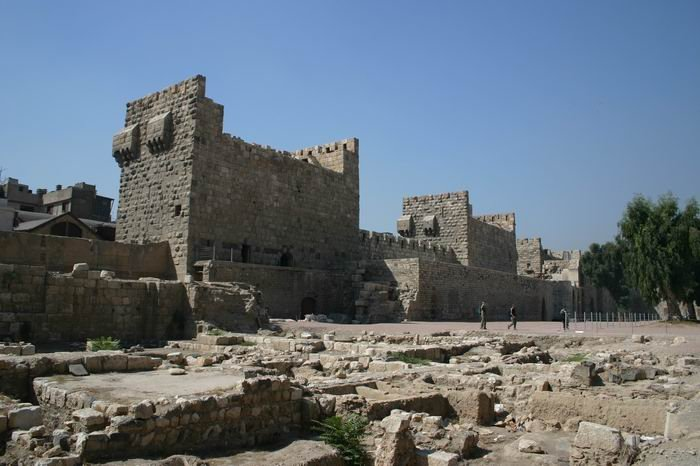
1401: Zitadelle von Damaskus

- 1401: Die Mongolen unter Timur nehmen die mamelukische Stadt Damaskus ein, scheitern aber mit der Belagerung der Zitadelle.

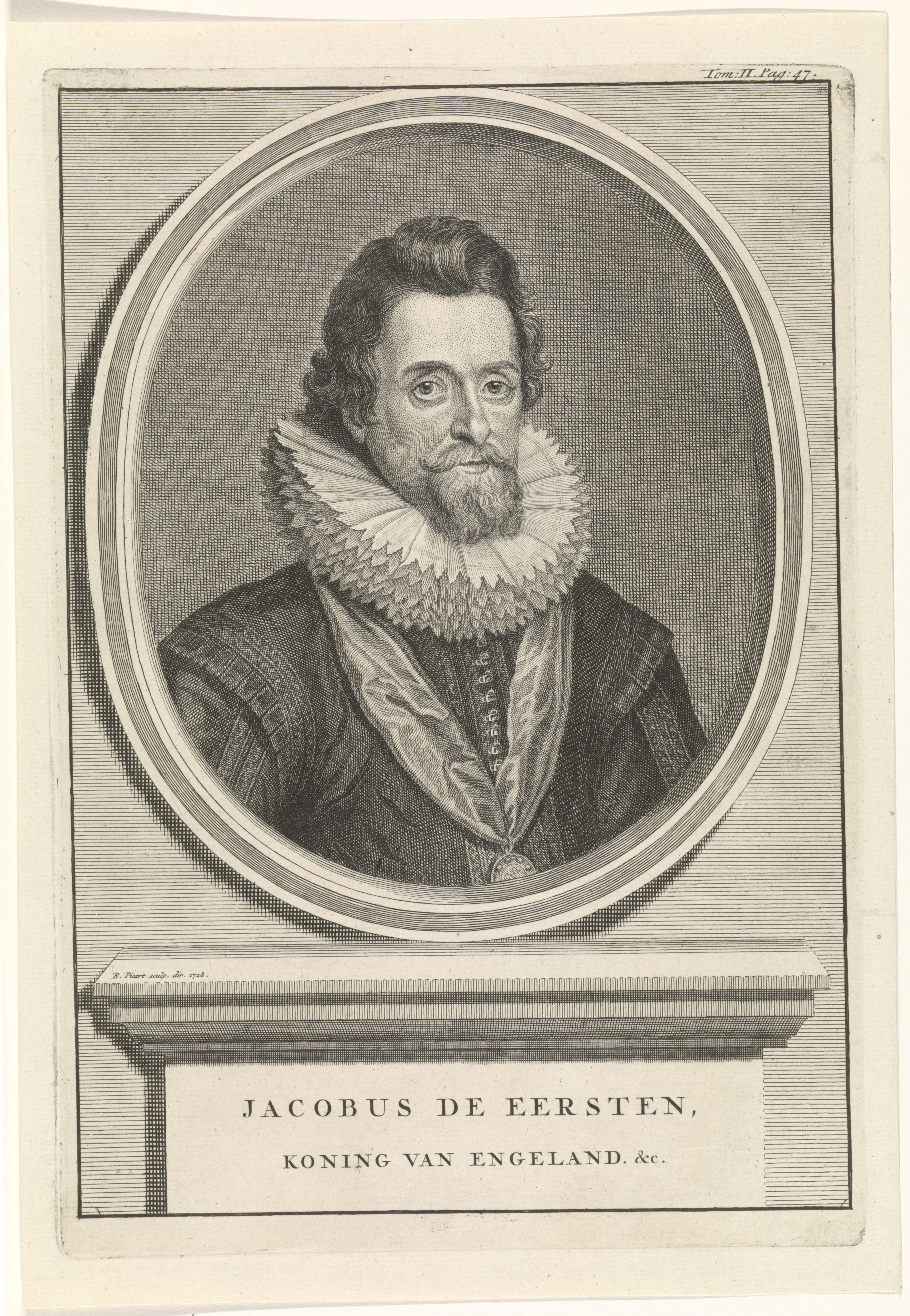
1603: Jakob I.

- 1603: Mit dem Tod der kinderlosen englischen Königin Elisabeth I. wird der schottische König Jakob VI. in Personalunion als Jakob I. auch König von England und Irland. Damit beginnt die Herrschaft der Stuarts auf den britischen Inseln.
- 1663: Der englische König Karl II. übergibt acht Lord Proprietors, die ihm zur Thronbesteigung verholfen haben, Gebiete in Nordamerika, die nach seinem Vater Karl I. Carolina genannt werden.
- 1765: Das britische Parlament beschließt den Quartering Act, wonach die Siedler der amerikanischen Kolonien dazu verpflichtet sind, britische Soldaten zu beherbergen.

1794: Kościuszko-Aufstand

- 1794: Unter der Führung von Tadeusz Kościuszko beginnt der nach ihm benannte polnische Aufstand, der Russland, Preußen und Österreich den Vorwand zur dritten Teilung und damit der Liquidierung Polens liefern wird.
- 1794: Jacques-René Hébert und seine Anhänger fallen ihrem eigenen Ruf nach Verschärfung der Terrorherrschaft in der Französischen Revolution zum Opfer. 19 von ihnen werden nach nur viertägigem Prozess auf der Guillotine hingerichtet.
- 1816: Vertreter aller argentinischen Provinzen finden sich zum Kongress von Tucumán ein, der in der Folge die Unabhängigkeit Argentiniens herbeiführt.
- 1839: Der chinesische Spitzenbeamte Lin Zexu verbietet in Kanton durch Ausführen eines kaiserlichen Edikts Ausländern den Opiumhandel in China und lässt 350 Kaufleute in ihren Faktoreien internieren. Der Erste Opiumkrieg wird durch die Aktion heraufbeschworen.
- 1843: Mit der Einnahme von Hyderabad am Indus erlangen britische Truppen unter General Charles James Napier die Herrschaft über das Gebiet von Sindh.
- 1848: Die Überrumpelung der Garnison in Rendsburg durch Soldaten aus Kiel unter dem Kommando von Friedrich von Noer bildet den Auftakt für Kämpfe mit Dänemark im Krieg um Schleswig und Holstein.

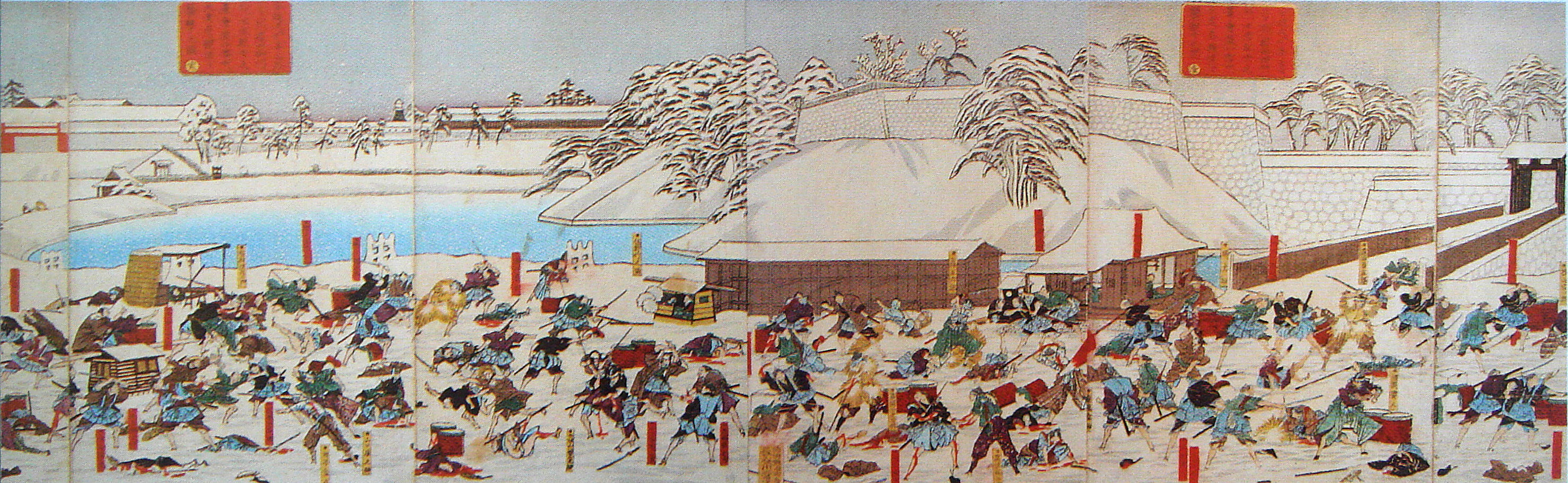
1860: Attentat am Sakurada-Tor

- 1860: Ii Naosuke, die treibende Kraft hinter den Ansei-Säuberungen im Japan des Tokugawa-Shogunats, wird während des Sakuradamon-Zwischenfalls von einem Samurai vor dem Sakurada-Tor der Burg Edo getötet.

1902: Flagge Neuseelands

- 1902: Nach langen Kontroversen wird die Flagge Neuseelands in ihrer heutigen Form per Gesetz als offizielle Nationalflagge des Landes angenommen.
- 1921: Der deutsche Reichspräsident Friedrich Ebert verhängt während der Märzkämpfe für die preußische Provinz Sachsen sowie den Bezirk Groß-Hamburg den Ausnahmezustand auf Grund von Artikel 48 Weimarer Reichsverfassung.

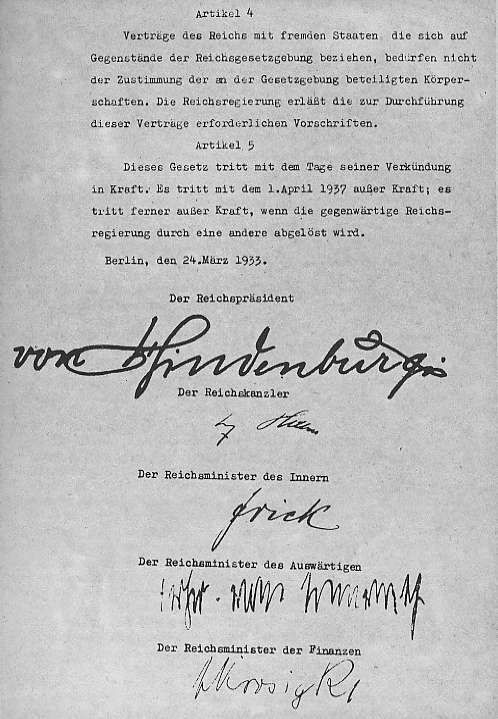
1933: Das Ermächtigungsgesetz

- 1933: Mit seiner Verkündung tritt das am Vortag beschlossene Gesetz zur Behebung der Not von Volk und Reich, das sogenannte Ermächtigungsgesetz, in Kraft. Damit können von der Reichsregierung beschlossene Reichsgesetze von der Reichsverfassung abweichen, womit diese im Zuge der nationalsozialistischen Machtergreifung de facto außer Kraft gesetzt wird.
- 1938: Im Zweiten Japanisch-Chinesischen Krieg beginnt die bis zum 7. April dauernde Schlacht um Tai’erzhuang als Teil der Schlacht um Xuzhou. Japanische Truppen versuchen, die chinesische Garnisonsstadt Tai’erzhuang in der Nähe von Xuzhou zu erobern.
- 1940: Die All India Muslim League beschließt am Ende einer dreitägigen Konferenz in Lahore unter der Federführung von Ali Jinnah die Lahore-Resolution. Darin wird auf Grundlage der Zwei-Nationen-Theorie ein eigener Staat für die indischen Muslime gefordert.

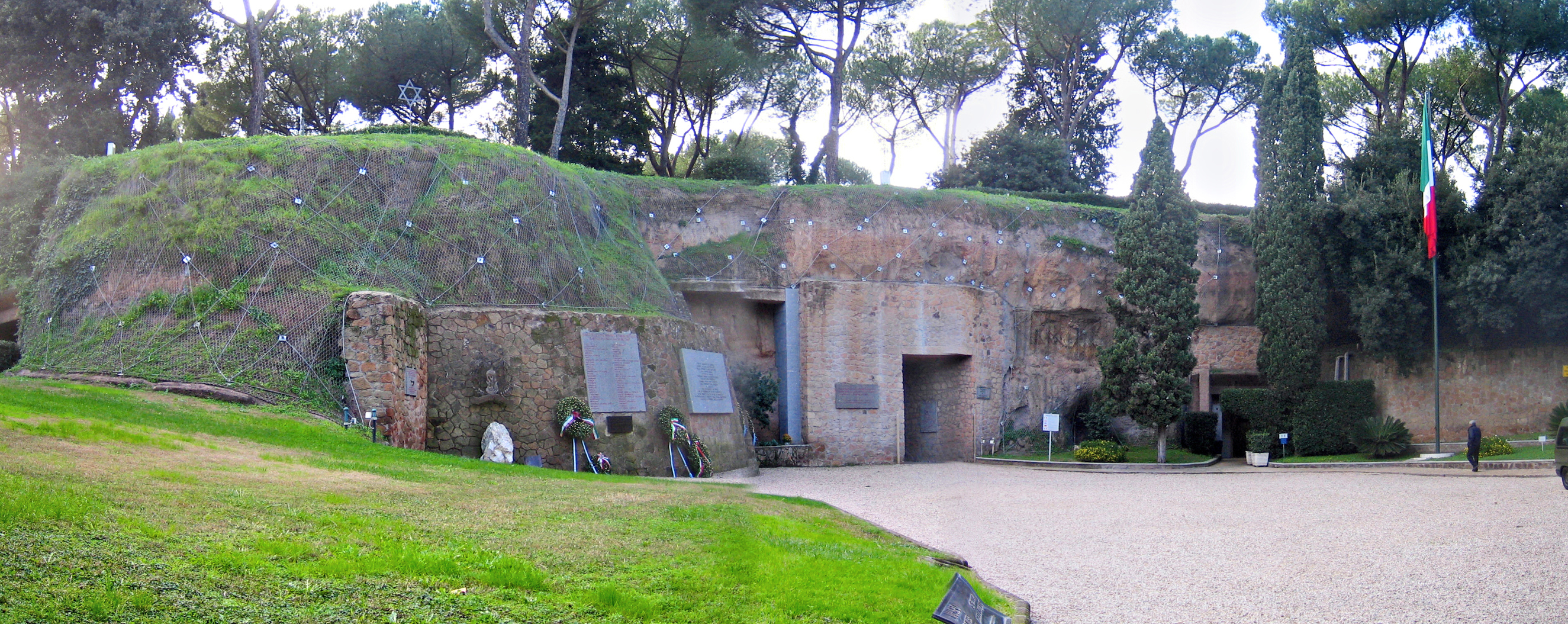
1944: Der Schauplatz des Massakers

- 1944: Beim Massaker in den Ardeatinischen Höhlen werden 335 italienische Zivilisten auf Befehl des SS-Polizeichefs von Rom, Herbert Kappler, erschossen. Das Massaker ist eine „Vergeltungsmaßnahme“ für den Tod von 33 deutschen Soldaten, die tags zuvor beim Attentat in der Via Rasella durch italienische Partisanen ums Leben kamen.
- 1944: 76 alliierten Kriegsgefangenen gelingt durch einen Tunnel die Flucht aus dem deutschen Kriegsgefangenenlager Stalag Luft III in der Nähe des schlesischen Żagań. Die Flucht wird 20 Jahre später unter dem Titel Gesprengte Ketten (The Great Escape) verfilmt.
- 1945: Bei einem Massaker in Rechnitz, Burgenland, werden in einem sogenannten Endphaseverbrechen rund 180 ungarische Juden, die zur Zwangsarbeit eingesetzt worden sind, von Nationalsozialisten ermordet.
- 1945: Die Alliierten starten zur Überquerung des Rheins zwischen Emmerich und Wesel mit der Operation Varsity die größte Luftlandeoperation der Geschichte.
- 1962: Das Militär bestimmt General Park Chung-hee zum Präsidenten der Republik Korea.

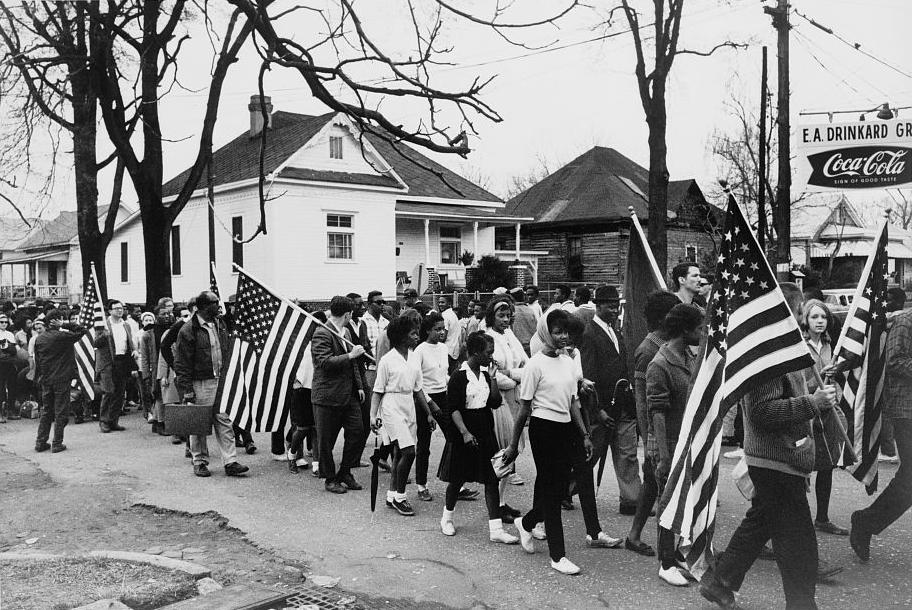
1965: Der Marsch von Selma nach Montgomery

- 1965: Martin Luther King erreicht mit seiner Bürgerrechtsbewegung nach dreitägigem Marsch von Selma aus Montgomery, um die Aufnahme Schwarzer in die Wählerlisten zu erreichen. Bei dem Versuch, während der Selma-nach-Montgomery-Märsche in die Hauptstadt Alabamas zu gelangen, sind mehrere Menschen ums Leben gekommen.
- 1972: Im Zuge des Nordirlandkonflikts wird das Northern Ireland Office gegründet und Nordirland damit unter die direkte Kontrolle der Regierung in London gestellt.
- 1976: Argentiniens Staatspräsidentin Isabel Perón wird bei einem Militärputsch unter der Führung von Jorge Rafael Videla unter Hausarrest gestellt – damit beginnt eine sechs Jahre andauernde Militärdiktatur, während der mehrere tausend Menschen „verschwinden“.
- 1980: Óscar Romero, Erzbischof von El Salvador und Befreiungstheologe, wird während einer Messe von staatlichen Todesschwadronen ermordet – damit beginnt ein mehr als zehn Jahre andauernder Bürgerkrieg.

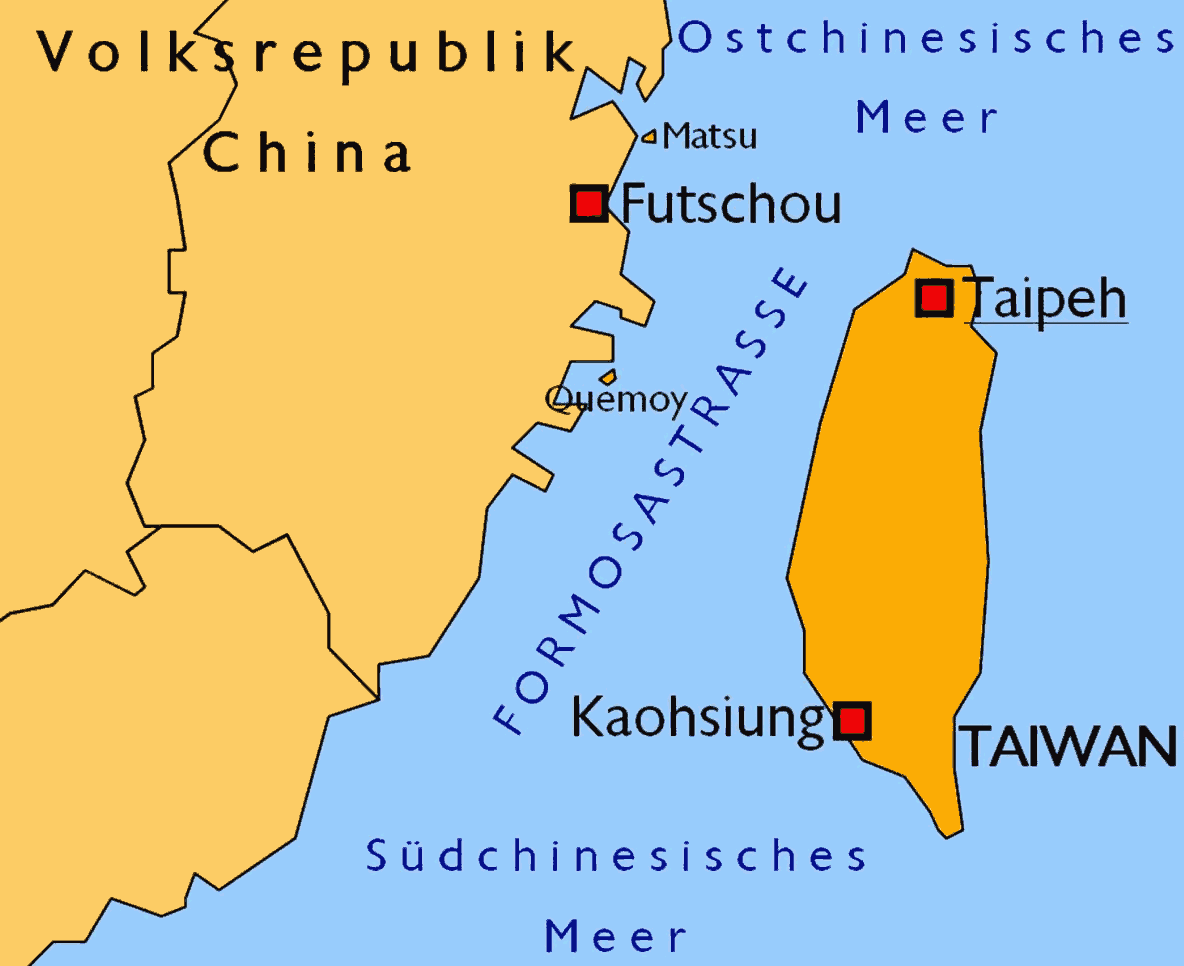
1996: Taiwanstraße

- 1996: Der offen für die Abspaltung Taiwans eintretende Kuomintang-Politiker Lee Teng-hui wird trotz der unverhohlen bedrohlichen Militärmanöver der Volksrepublik China in der Taiwan-Straße bei der ersten direkten Präsidentschaftswahl in Taiwan als Staatsoberhaupt bestätigt.
- 1999: Mit NATO-Luftangriffen (Operation Allied Force) gegen jugoslawische Militärziele beginnt der Kosovokrieg. Die von NATO-Generalsekretär Javier Solana angeordneten Angriffe werden von Russland und der Volksrepublik China scharf verurteilt.
- 1999: Der Rat der Europäischen Union einigt sich auf Romano Prodi als Nachfolger von Jacques Santer als neuem Präsidenten der Europäischen Kommission. Die Kommission Prodi wird am 13. September vereidigt.
- 2005: Aufgebracht über die Wahlfälschungen bei der Parlamentswahl stürmen Demonstranten das Regierungsgebäude in der kirgisischen Hauptstadt Bischkek. Die Tulpenrevolution zwingt Präsident Askar Akajew und Premierminister Nikolai Tanajew noch am gleichen Tag zum Rücktritt. Ischenbai Kadyrbekow wird in einer dringlichen Sitzung zum Übergangspräsidenten ernannt.
- 2006: Die belarussische Polizei löst in Minsk das Camp der gegen das Wahlergebnis der Präsidentschaftswahlen vom 19. März und gegen Präsident Aljaksandr Lukaschenka Demonstrierenden auf.
- 2008: In Bhutan wird erstmals in der Geschichte des Landes eine Nationalversammlung gewählt. Bei der Parlamentswahl werden die Royalisten klarer Wahlsieger.

2016: Alternativer Entwurf für die Flagge Neuseelands

- 2016: In Neuseeland endet das zweite Referendum über die künftige Landesflagge. Die Mehrheit der Abstimmenden spricht sich für die Beibehaltung der alten Flagge aus.
- 2016: In Hebron wird ein Messer-Attentäter von einem israelischen Soldaten erschossen. Dieser Zwischenfall gilt vor dem Hintergrund des israelisch-palästinensischen Konflikts als Höhepunkt der Messer-Intifada.
- 2018: Unter dem Motto March for Our Lives demonstrieren in Washington, D.C. Hunderttausende Schüler für schärfere Waffengesetze in den USA nach dem Schulmassaker von Parkland am 14. Februar.

### Wirtschaft

1756: König Friedrich II. begutachtet den Kartoffelanbau

- 1756: Preußens König Friedrich II. erlässt an seine Beamten eine Circular-Ordre, mit dem Auftrag denen Herrschaften und Unterthanen den Nutzen von Anpflantzung dieses Erd Gewächses begreiflich zu machen, und denselben anzurathen, dass sie noch dieses Früh-Jahr die Pflantzung der Kartoffeln als einer sehr nahrhaften Speise unternehmen.
- 1908: Für den von ihm erfundenen handbetriebenen Scheibenwischer für die Windschutzscheiben der damaligen Kraftfahrzeuge erhält Prinz Heinrich von Preußen, der Bruder Kaiser Wilhelms II., ein deutsches Patent. Seine Erfindung findet allerdings wenig Verbreitung.
- 1959: Die deutschen Bundesbürger können erstmals an einer Privatisierung von Staatsvermögen teilhaben. Die Volksaktien der Preußischen Bergwerks- und Hütten-AG (Preussag) werden deutlich über das angebotene Volumen hinaus überzeichnet. Der Bund stellt daher mehr als ursprünglich beabsichtigt aus seinen Kapitalanteilen für Privatpersonen zur Verfügung.
- 2000: Der Aktienindex S&P 500, der 500 der größten US-amerikanischen Unternehmen umfasst, erreicht mit 1527,46 Punkten einen Höchststand, der auf Grund des Platzens der Dotcom-Blase erst wieder im Mai 2007 erreicht werden wird.

### Wissenschaft und Technik
- 1765: Auf Befehl von Erzherzogin Maria Theresia wird in Wien die Lehrschule zur Heilung der Viehkrankheiten gegründet. Sie ist damit die drittälteste Institution ihrer Art weltweit, nach Lyon und Alfort, und die älteste im deutschsprachigen Raum.
- 1781: Die Galaxie Messier 105 im Sternbild Löwe fällt dem Astronomen Pierre Méchain als Erstem auf. In ihr befindet sich nach inzwischen gewonnenen Erkenntnissen ein Schwarzes Loch von etwa 50 Millionen Sonnenmassen.
- 1802: Richard Trevithick erhält ein Patent auf die von ihm entwickelte Hochdruckdampfmaschine.
- 1866: Der schottische Missionar und Afrikaforscher David Livingstone beginnt in Mikindani seine letzte Forschungsreise auf der Suche nach der Quelle des Nils.

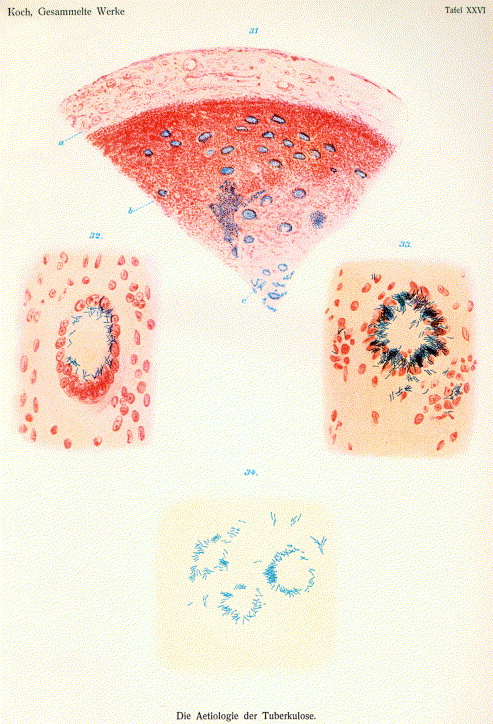
1882: Aus Kochs Aetiologie der Tuberkulose

- 1882: Robert Koch berichtet in seinem Vortrag Aetiologie der Tuberkulose von seiner Entdeckung des Erregers der Tuberkulose.
- 1894: Der französische Astronom Guillaume Bigourdan entdeckt im Asteroidengürtel den Asteroiden (390) Alma.
- 1998: Erste computergestützte Knochensegmentnavigation, durchgeführt am Klinikum der Universität Regensburg

### Kultur
- 1881: Die Oper Simon Boccanegra von Giuseppe Verdi wird am Teatro alla Scala in Mailand in einer umfassend überarbeiteten Version uraufgeführt, nachdem sie 1857 beim Publikum durchgefallen war.
- 1941: Die Schauspielfassung des Romans Native Son von Richard Wright wird unter der Regie von Orson Welles am St. James Theatre in New York uraufgeführt.
- 1955: Das Theaterstück Cat on a Hot Tin Roof (Die Katze auf dem heißen Blechdach) von Tennessee Williams hat seine Uraufführung im Morosco Theatre, New York City, unter der Regie von Elia Kazan mit Barbara Bel Geddes in der Hauptrolle. Williams erhält später für das Stück den Pulitzer-Preis.
- 1969: Die LP Mothermania der sich im selben Jahr in ihrer Originalbesetzung auflösenden Progressive-Rock-Band The Mothers of Invention kommt auf den Markt. Sie enthält neu arrangierte, teilweise ungekürzte und nicht-zensierte Fassungen bereits zuvor veröffentlichter Stücke und gilt heute unter Sammlern als begehrte Rarität.
- 2002: Bei der Oscarverleihung erhalten mit Halle Berry und Denzel Washington erstmals zwei afroamerikanische Schauspieler den Oscar für die beste Hauptrolle. Großer Gewinner ist der Film A Beautiful Mind – Genie und Wahnsinn mit vier Academy Awards.

### Gesellschaft
- 1515: Im Vertrag von Paris wird eine künftige Verlobung von Karl V., zu diesem Zeitpunkt Graf von Flandern, mit der Prinzessin Renée von Frankreich geplant. Die Ehe kommt später jedoch nicht zustande.
- 1715: Der verwitwete General Friedrich von Hessen-Kassel heiratet in Stockholm die schwedische Prinzessin Ulrike Eleonore, Schwester von König Karl XII. Fünf Jahre später sind die Eheleute schwedisches Königspaar.
- 1872: Die erste Ausgabe des bis 1928 erscheinenden Illustrirtes Wiener Extrablatts – zeitweise eine der auflagenstärksten österreichischen Zeitungen – erscheint in Wien.
- 1950: Der Raubmörder Johann Trnka wird in Wien am Würgegalgen erhängt. Er ist die letzte Person, die nach österreichischem Recht hingerichtet wird.
- 1969: Das frischvermählte Künstlerpaar John Lennon und Yoko Ono lädt die Öffentlichkeit ein zum Bed-In, indem es vom Bett eines Amsterdamer Hotelzimmers aus Interviews gibt, um so das öffentliche Interesse an seinen Flitterwochen zu nutzen, sich auf künstlerische Weise für den Weltfrieden einzusetzen.
- 1996: In Hamburg wird der Multimillionär Jan Philipp Reemtsma von Entführern überwältigt und verschleppt. Sie fordern zunächst 20, später 30 Millionen D-Mark Lösegeld.
- 1998: Zwei Jugendliche im Alter von 11 und 13 Jahren erschießen in Jonesboro im Craighead County, Arkansas, vier Schülerinnen und eine Lehrerin und verletzen 10 weitere Personen.

### Religion

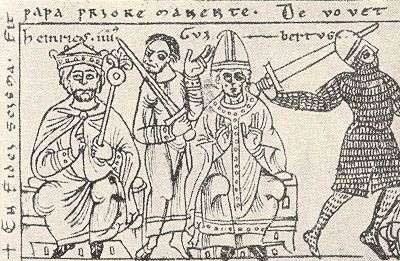
1084: Heinrich IV. (links) und Clemens III. (Mitte)

- 1084: Nachdem Kaiser Heinrich IV. während des Investiturstreits mit Papst Gregor VII. Rom eingenommen hat, wird der am 25. Juni 1080 gewählte Clemens III. als Gegenpapst inthronisiert.
- 1832: Joseph Smith, der Monate zuvor die Kirche Jesu Christi der Heiligen der Letzten Tage gegründet hat, wird in Hiram (Ohio) von einigen Einwohnern geteert und gefedert.
- 1873: Der 8. Bogd Khan bricht in Lhasa mit einer Karawane von über 100 Begleitpersonen und 1000 Kamelen nach Urga auf, wo er rund 11 Monate später wohlbehalten ankommt und im Gandan-Kloster nochmals offiziell als Oberhaupt des Buddhismus in der Mongolei inthronisiert wird.
- 2005: Nach 15-jährigem Rechtsstreit urteilt das Oberverwaltungsgericht Berlin, dass die Zeugen Jehovas in Deutschland die Voraussetzung für die Anerkennung als Körperschaft des öffentlichen Rechts erfüllen.

### Katastrophen
- 1923: Ein Erdbeben der Stärke 7,3 in der Republik China fordert ca. 5000 Tote.

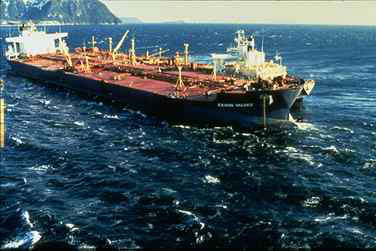
1989: Die Exxon Valdez

- 1989: Der Öltanker Exxon Valdez läuft vor Alaska im Prinz-William-Sund auf ein Riff, während sich der alkoholkranke Kapitän Joseph Hazelwood volltrunken in seiner Koje befindet. 40.000 Tonnen Rohöl laufen aus und verpesten rund 2000 Kilometer Küste. Hunderttausende Fische, Seevögel und andere Tiere kommen bei der Ölverschmutzung ums Leben. Die langfristigen Folgen auf das Ökosystem sind nicht abzusehen.
- 1998: Ein Zyklon vernichtet in Bangladesch mehrere Dörfer. Über 250 Tote und etwa 3000 Verletzte sind zu beklagen.

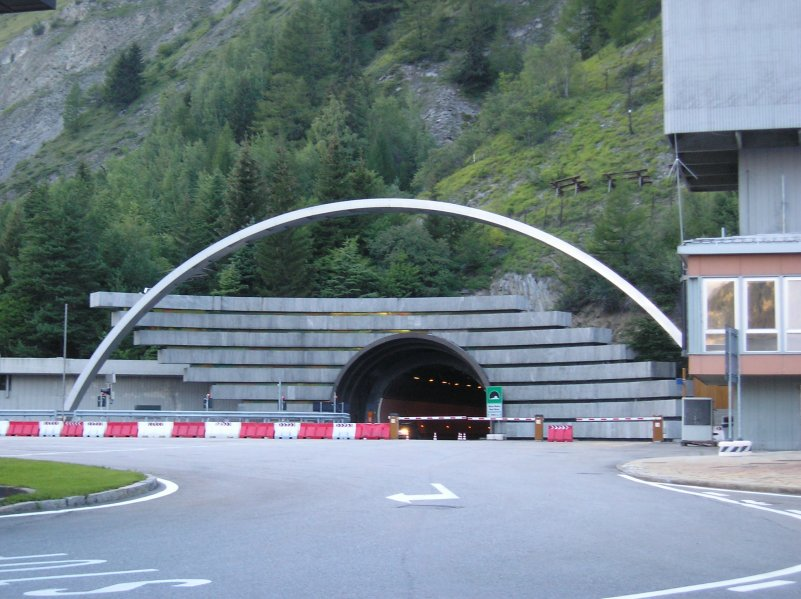
1999: Der Mont-Blanc-Tunnel

- 1999: Im Kühlraum eines belgischen LKWs entsteht während der Fahrt durch den Mont-Blanc-Tunnel ein Brand, der sich im Tunnel rasant entwickelt. Bei der sich daraus entwickelnden Katastrophe sterben 39 Menschen.
- 2015: Beim durch den Copiloten absichtlich herbeigeführten Absturz von Germanwings-Flug 9525 in den französischen Alpen kommen alle 150 Menschen an Bord ums Leben.

Kleinere Unglücksfälle sind in den Unterartikeln von Katastrophe und in der Liste von Katastrophen aufgeführt.

### Natur und Umwelt
- 1900: Die letzte wildlebende Wandertaube wird von dem vierzehnjährigen Sohn eines Farmers in Ohio abgeschossen. Ihr ausgestopfter Balg wird in einem Museum in Columbus (Ohio) aufbewahrt.
- 1967: In Polen wird die Chrobry-Eiche als Naturdenkmal geschützt. Der Baum existiert seit etwa dem Jahr 1250 und ist die größte Stieleiche des Landes.

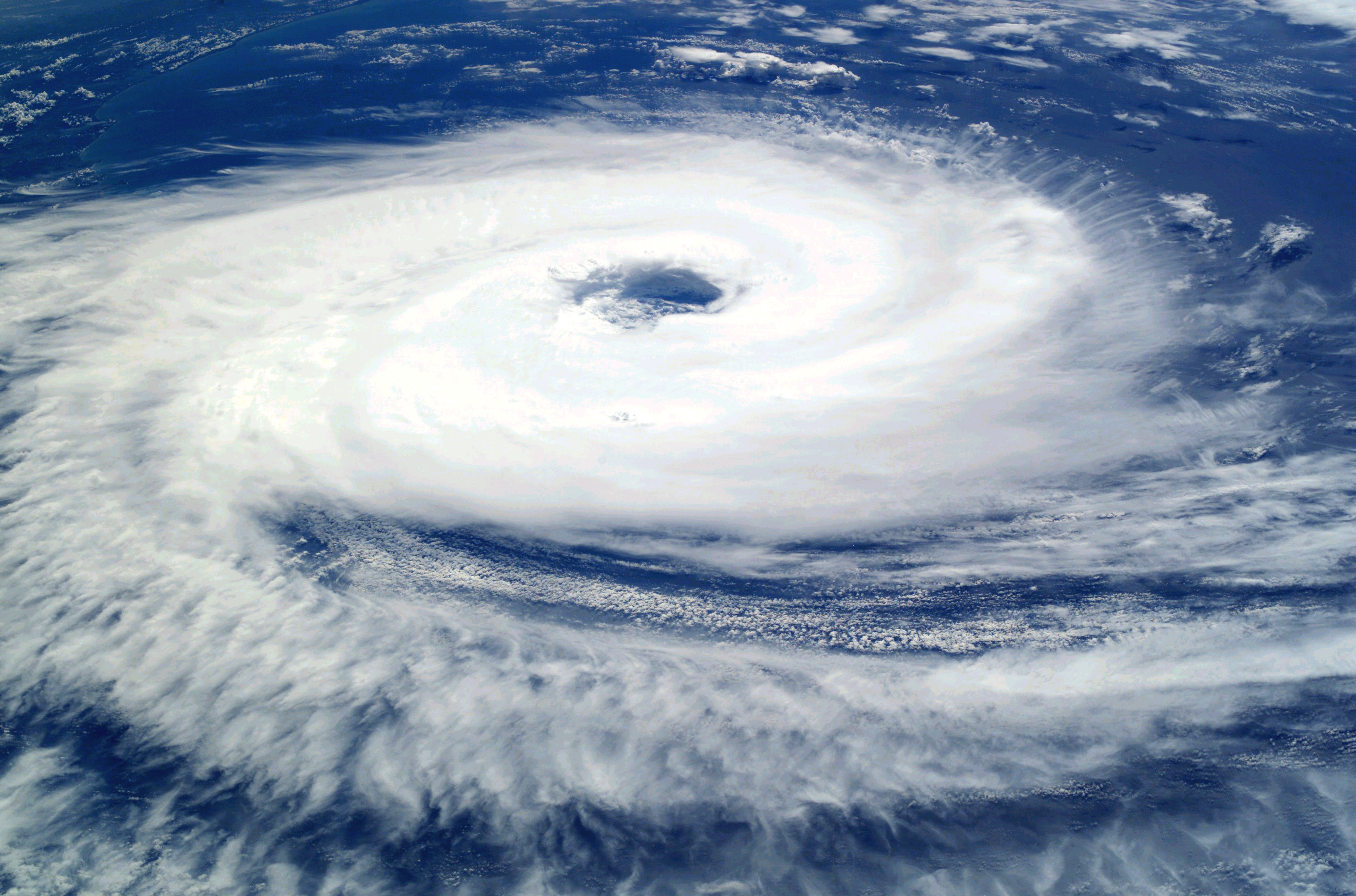
2004: Zyklon Catarina

- 2004: Im Südatlantik entwickelt sich der Zyklon Catarina, der sich westlich auf Brasiliens Küste zubewegt. Er entwickelt sich zu einem der dort seltenen Stürme mit Hurrikangeschwindigkeit.

### Sport
- 1973: In der deutschen Fußball-Bundesliga hält die Trikotwerbung ihren Einzug. Die Elf von Eintracht Braunschweig tritt erstmals in einem Spiel mit Jägermeister-Reklame an. Das Firmenlogo wurde wegen Widerstands des DFB kurzerhand ins Vereinswappen integriert.
- 2001: Miroslav Klose debütiert im WM-Qualifikationsspiel in Leverkusen gegen Albanien für die deutsche Fußballnationalmannschaft und erzielt kurz vor Schluss den 2:1-Siegtreffer. Später wird er Rekordtorschütze der DFB-Auswahl.

Einträge von Leichtathletik-Weltrekorden befinden sich unter der jeweiligen Disziplin unter Leichtathletik.

## Geboren

### Vor dem 17. Jahrhundert
- 1188: Ferdinand von Portugal, Graf von Flandern und Hennegau
- 1246: Heinrich von Mecheln, Philosoph, Übersetzer und Astronom
- 1257: Jolanda I. von Lusignan, Herrin von Lusignan und Gräfin von La Marche
- 1336: Edward le Despenser, 1. Baron le Despenser, englischer Adeliger und Militär
- 1441: Ernst von Sachsen, Kurfürst von Sachsen, Herzog zu Sachsen, Landgraf in Thüringen und Markgraf zu Meißen
- 1490: Giovanni Salviati, Kardinal der Römischen Kirche

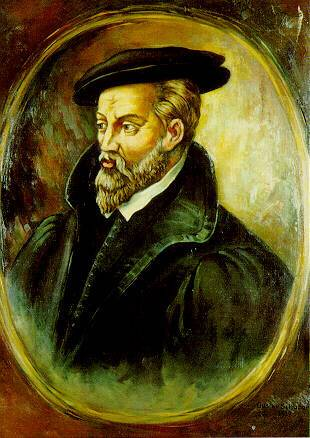
Georgius Agricola (* 1494)

- 1494: Georgius Agricola, deutscher Naturforscher
- 1529: Nikolaus Cisnerus, deutscher Humanist, Jurist
- 1562: Ernst VII. von Hohnstein, letzter Regent der Grafschaft Hohnstein
- 1565: Eilhard Lubin, Theologe, Mathematiker, Geograph
- 1577: Franz, Herzog von Pommern-Stettin, Bischof von Cammin
- 1596: Elisabeth von Hessen-Kassel, Herzogin zu Mecklenburg und Dichterin

### 17. Jahrhundert
- 1603: Johann Conrad Dannhauer, deutscher protestantischer Theologe, Rhetoriker, Hermeneutiker und Dichter
- 1607: Michiel de Ruyter, niederländischer Admiral
- 1613: Antonia von Württemberg, Stifterin der kabbalistischen Lehrtafel zu Bad Teinach
- 1619: Jacob Willemsz. Delff, holländischer Maler und Hafenmeister der Stadt Delft
- 1621: Johann von Anhalt-Zerbst, anhaltischer Fürst
- 1628: Sophie Amalie von Braunschweig-Calenberg, Königin von Dänemark und Norwegen
- 1634: Kurt Christoph Graf von Königsmarck, schwedischer Reichsfeldzeugmeister und Staatsmann
- 1646: Marie Elisabeth zu Mecklenburg, Äbtissin des Stiftes Gandersheim
- 1653: Joseph Sauveur, französischer Wissenschaftler, Begründer der wissenschaftlichen Akustik
- 1657: Arai Hakuseki, konfuzianischer Gelehrter, Ökonom, Dichter und Berater des Shogun Tokugawa Ienobu
- 1669: Ubaldo Ricci, italienischer Maler
- 1675: Friederike von Sachsen-Gotha-Altenburg, Fürstin von Anhalt-Zerbst
- 1681: Georg Philipp Telemann, deutscher Barock-Komponist
- 1684: Matthias Bel, ungarischer Theologe, Autor, Chronist
- 1684: Samuel von Schmettau, preußischer Generalfeldmarschall
- 1693: John Harrison, englischer Uhrmacher, Erfinder der Uhrenhemmung und der Temperaturkompensation, Erfinder des Schiffschronographen
- 1693: Campegius Vitringa der Jüngere, niederländischer reformierter Theologe
- 1694: Jacques Dedelley, Schweizer Jesuit, Theologe und Philosoph
- 1697: Louis César Constantin de Rohan-Guéméné, Bischof von Straßburg
- 1698: Christoph Ernst Steinbach, deutscher Arzt und Lexikograph
- 1699: Paul Gottlieb Werlhof, deutscher Arzt und Poet

### 18. Jahrhundert
- 1701: Vincent Rumpff, Hamburger Bürgermeister
- 1718: Leopold August Abel, deutscher Geiger, Komponist und Maler
- 1720: Henri-Léonard Bertin, französischer Finanzminister
- 1723: Johann Friedrich Adolf von der Marwitz, preußischer General
- 1724: Adrian Andreas Pfannenschmidt, deutscher Unternehmer
- 1724: Wilhelm Heinrich Schultze, deutscher Geistlicher
- 1725: Samuel Ashe, US-amerikanischer Politiker, Gouverneur von North Carolina
- 1725: Thomas Cushing, US-amerikanischer Politiker, Mitglied des Kontinentalkongresses, Gouverneur des Bundesstaates Massachusetts
- 1729: Johann Christoph von Adlerflycht, deutscher Jurist, Patrizier und „Älterer Bürgermeister“ von Frankfurt am Main
- 1732: Gian Francesco de Majo, italienischer Komponist
- 1733: Joseph Priestley, britischer Naturwissenschaftler, Philosoph und Theologe
- 1734: Diana Beauclerk, britische Malerin
- 1739: Christian Friedrich Daniel Schubart, deutscher Schriftsteller, Dichter, Musiker, Komponist, Journalist und Publizist
- 1752: Johann Jakob Faesch, Schweizer Geistlicher
- 1752: Johann Peter Petri, deutscher Räuber, Komplize des „Schinderhannes“
- 1754: Joel Barlow, nordamerikanischer Dichter, Staatsmann und politischer Schriftsteller
- 1754: Hans Jakob Gonzenbach, Schweizer Politiker
- 1755: Rufus King, US-amerikanischer Jurist, Politiker und Diplomat, Unterzeichner der Verfassung der Vereinigten Staaten, Senator

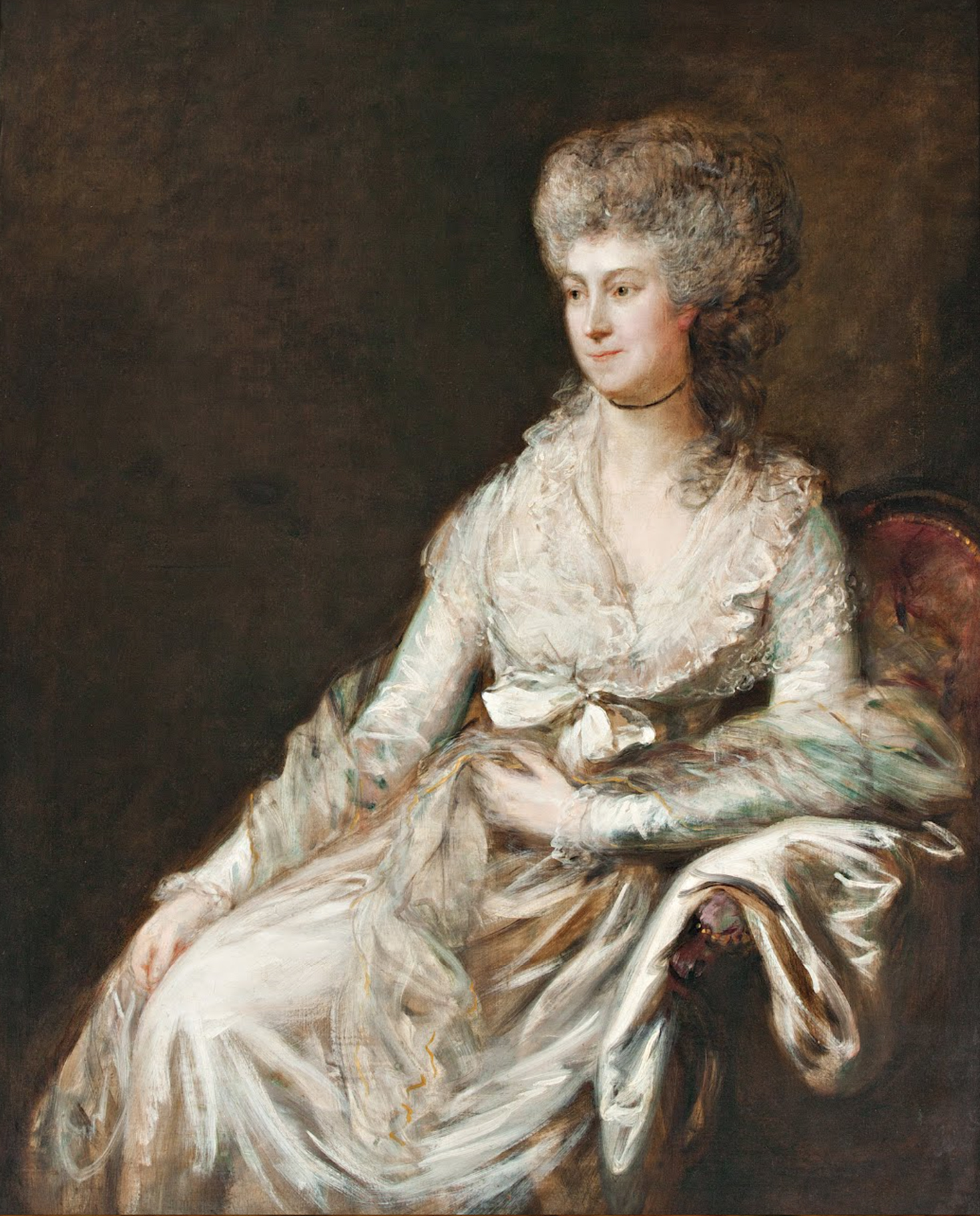
Franziska Lebrun (* 1756)

- 1756: Franziska Lebrun, deutsche Sopranistin und Komponistin
- 1757: James Wilkinson, US-amerikanischer General, erster Gouverneur von Louisiana
- 1760: Jesse Franklin, US-amerikanischer Politiker, Mitglied des Repräsentantenhauses, Senator, Gouverneur von North Carolina
- 1761: Charles Abbot, britischer Botaniker und Entomologe
- 1762: Marcos António Portugal, portugiesischer Komponist von Opern und Kirchenmusik
- 1762: Ferdinand Ernst von Waldstein-Wartenberg, Generalleutnant der britischen Armee, Komtur des Deutschen Ordens, Förderer Ludwig van Beethovens
- 1768: Gabriele von Baumberg, österreichische Schriftstellerin und Dichterin
- 1769: Christian August Scheller, Geheimer Justizrat
- 1770: Louis-Pierre-Marie-François Baour-Lormian, französischer Dichter
- 1772: Friedrich Greuhm, deutscher Diplomat
- 1775: Pauline Auzou, französische Malerin
- 1781: Anson Green Phelps, US-amerikanischer Geschäftsmann
- 1782: Georg Wilhelm Keßler, preußischer Beamter und Schriftsteller
- 1782: William Owsley, US-amerikanischer Politiker, Gouverneur von Kentucky
- 1792: Friedrich Christian Georg Kapp, deutscher Philologe
- 1794: Samuel Weishaupt, Schweizer Theologe und Chorleiter
- 1795: Josef von Lipp, deutscher Geistlicher, Bischof von Rottenburg
- 1796: Louis Henry Fontane, deutscher Apotheker
- 1796: Friedrich Adolph Haage, deutscher Gärtner und Botaniker
- 1797: Franz Egon von Fürstenberg-Stammheim, königlich preußischer Kammerherr, Förderer des Dombaus

### 19. Jahrhundert

#### 1801–1850
- 1802: Georg Hunaeus, deutscher Lehrer und Geodät
- 1802: George Lance, britischer Maler
- 1802: Jacob van Lennep, niederländischer Schriftsteller
- 1802: Alois Joseph Schrenck von Notzing, Erzbischof von Prag
- 1803: Wilhelm Scheuchzer, Schweizer Landschaftsmaler
- 1804: Emil Lenz, deutsch-baltischer Physiker

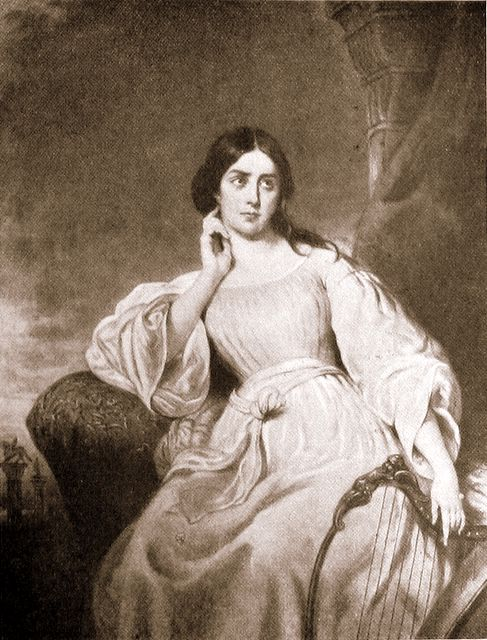
Maria Malibran (* 1808)

- 1808: Maria Malibran, französische Opernsängerin
- 1808: Heinrich Otte, deutscher evangelischer Geistlicher, Mittelalterarchäologe sowie Kunst- und Kirchenhistoriker
- 1809: Mariano José de Larra, spanischer Schriftsteller
- 1809: Joseph Liouville, französischer Mathematiker
- 1811: Fanny Lewald, deutsche Schriftstellerin, Frauenrechtlerin, Salonnière
- 1813: Anton Hansch, österreichischer Maler
- 1815: Martin Deutinger, deutscher Theologe und Philosoph
- 1816: Friedrich August, Herzog von Nassau
- 1817: Fritz von Dardel, schwedischer Maler und Militär
- 1817: Aimé Maillart, französischer Komponist
- 1818: Ottokar Dörffel, deutsch-brasilianischer Rechtsanwalt, Bürgermeister von Glauchau (Sachsen) und von Joinville (Brasilien), Redakteur und Verleger
- 1818: August Leu, deutscher Maler
- 1819: Julius Hoelder, deutscher Politiker
- 1819: Friedrich Theodor von Frerichs, deutscher Arzt und Internist

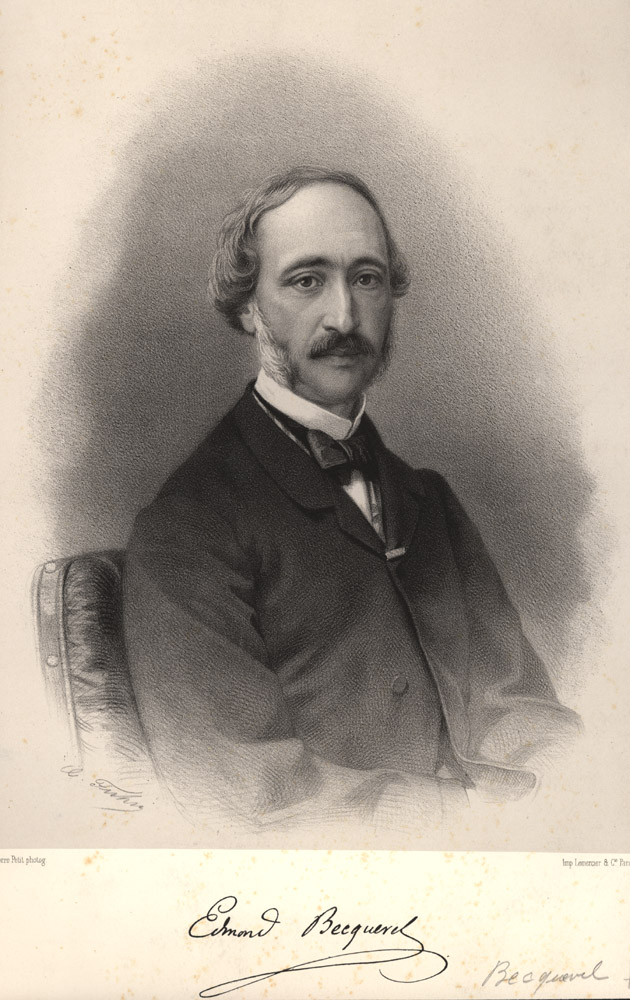
Alexandre Edmond Becquerel (* 1820)

- 1820: Alexandre Edmond Becquerel, französischer Physiker
- 1820: Fanny Crosby, US-amerikanische Dichterin geistlicher Texte
- 1821: Mathilde Marchesi, deutsche Opernsängerin und Musikpädagogin

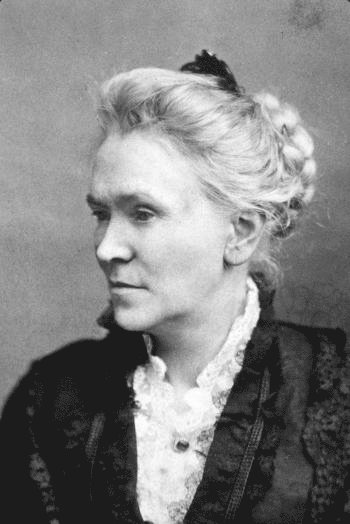
Matilda Joslyn Gage (* 1826)

- 1826: Matilda Joslyn Gage, US-amerikanische Suffragette und Menschenrechtsaktivistin
- 1829: George Francis Train, US-amerikanischer Autor
- 1829: Vicente Barrantes, spanischer Dichter und Politiker
- 1829: Adolf Strodtmann, deutscher Schriftsteller und Übersetzer
- 1829: Ignacio Zaragoza, mexikanischer General
- 1829: Johannes Maria von Renard, deutscher Industrieller und Politiker
- 1830: Robert Hamerling, österreichischer Schriftsteller, Dichter und Gymnasiallehrer
- 1830: August Höpfner, deutscher Dichter
- 1830: Hermann Hüffer, deutscher Jurist und Historiker
- 1832: Émile de Kératry, französischer Politiker
- 1834: John Wesley Powell, US-amerikanischer Forscher
- 1834: William Morris, britischer Kunsthandwerker und Schriftsteller
- 1835: Josef Stefan, österreichischer Mathematiker und Physiker
- 1835: August Winding, dänischer Pianist, Klavierpädagoge und Komponist
- 1836: Ferdinand Heinrich Hermann Strecker, US-amerikanischer Entomologe und Insektenforscher
- 1837: George Henry Mackenzie, britisch-US-amerikanischer Schachmeister
- 1837: Philipp von Belgien, Graf von Flandern

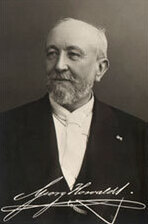
Georg Ferdinand Howaldt (* 1841)

- 1841: Georg Howaldt, deutscher Unternehmer und Industrieller im Schiffbau (Howaldtswerke AG), Kommerzienrat
- 1841: Charles Adolphus Murray, 7. Earl of Dunmore, britischer Adeliger
- 1842: Gabrielle Krauss, österreichische Opernsängerin
- 1843: Petko Karawelow, bulgarischer Politiker und Ministerpräsident
- 1843: Gabriel von Hackl, deutscher Maler
- 1843: Maria Annunziata von Neapel-Sizilien, Erzherzogin von Neapel-Sizilien und Österreich-Ungarn
- 1844: László Arany, ungarischer Dichter
- 1845: Isidor Straus, US-amerikanischer Geschäftsmann und Politiker
- 1846: Charles Albert Waltner (oder 23. März 1846), französischer Maler
- 1846: Karl Steiff, deutscher Bibliothekar
- 1848: Achim von Arnim-Bärwalde, deutscher Historienmaler
- 1849: Franz Serafin Exner, österreichischer Physiker

#### 1851–1900
- 1851: Emil Heuser, deutscher Heimatforscher
- 1851: Jim Hogg, US-amerikanischer Rechtsanwalt und Gouverneur von Texas
- 1852: Alexander Schoeller, deutscher Bankier
- 1853: Emil Nagel, deutscher Offizier und Afrikareisender
- 1854: Agnes Neuhaus, deutsche Politikerin
- 1855: Josef Jiránek, tschechischer Pianist, Komponist und Musikpädagoge

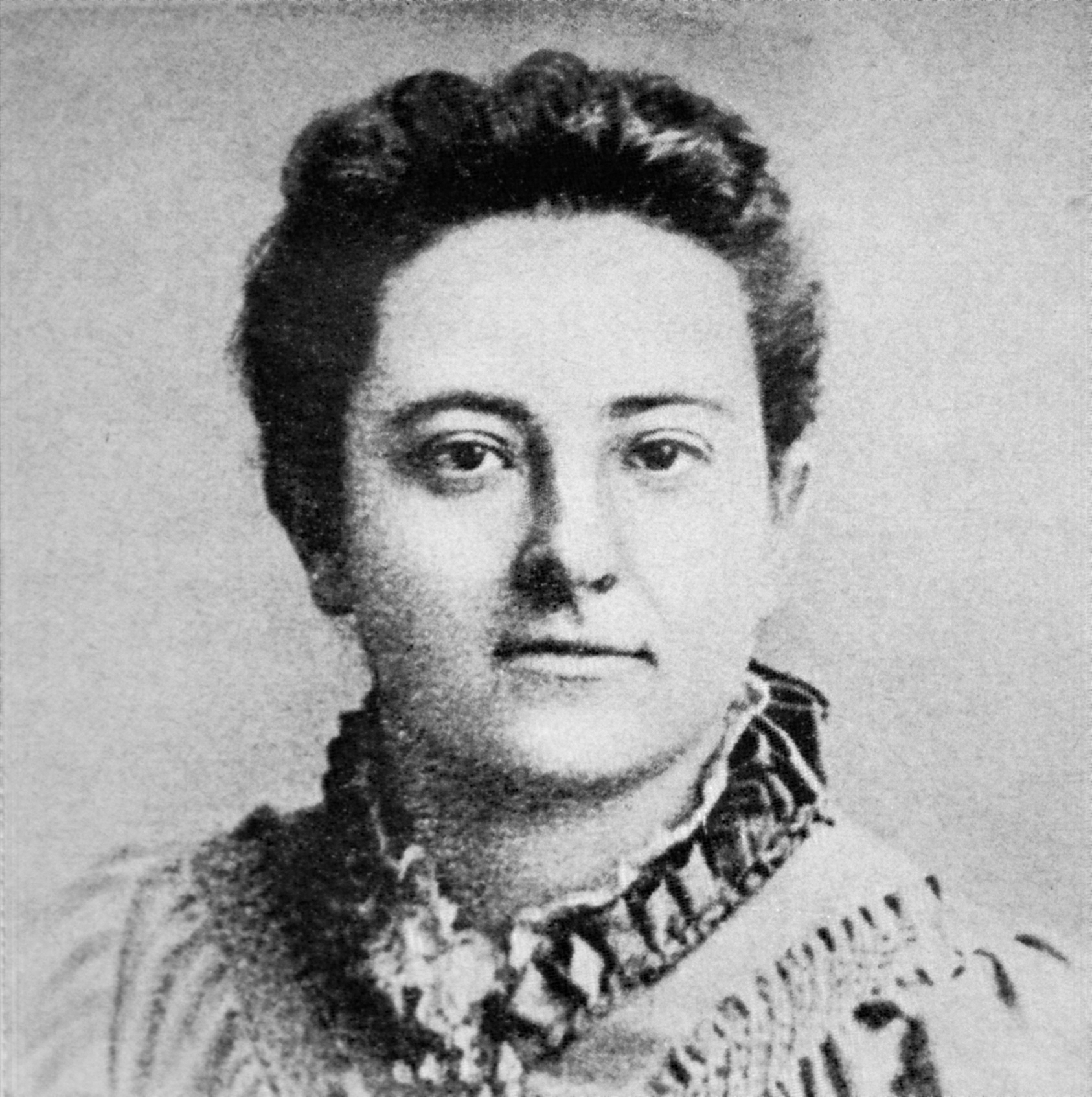
Olive Schreiner (* 1855)

- 1855: Olive Schreiner, südafrikanische Schriftstellerin
- 1856: Martin Faßbender, deutscher Professor, Publizist und Politiker
- 1857: Joseph Schalk, österreichischer Pianist
- 1858: Franz Wieber, deutscher Gewerkschaftsführer
- 1858: Samuel Ryder, britischer Samenhändler
- 1858: Arthur Philipp Flechtner, deutscher Artillerieoffizier
- 1858: Ika Freudenberg, bayrische Frauenrechtlerin
- 1859: Rudolf Jung, deutscher Historiker und Archivar
- 1860: Julius Goldfeld, deutscher Jurist und Politiker
- 1861: Richard Weiskirchner, österreichischer Politiker, Wiener Bürgermeister
- 1863: William Sherman Jennings, US-amerikanischer Politiker, Gouverneur von Florida
- 1864: Karel Frederik Wenckebach, deutscher Arzt
- 1866: Franz Josef Wittemann, deutscher Politiker, Staatspräsident der Republik Baden
- 1866: Jack McAuliffe, irisch-US-amerikanischer Boxer
- 1866: Johann Nepomuk Hauser, österreichischer Prälat und Politiker
- 1870: Grigol Zereteli, georgischer Altphilologe
- 1872: Édouard Nanny, französischer Kontrabassist und Komponist, Instrumentalpädagoge und Pionier der sogenannten historischen Aufführungspraxis
- 1872: Walther Reinhardt, deutscher Politiker, preußischer Kriegsminister
- 1873: Josef Gasser, österreichischer Komponist und Kirchenmusiker
- 1874: Frieda Fischer-Wieruszowski, deutsche Stifterin, Museumsleiterin und Schriftstellerin

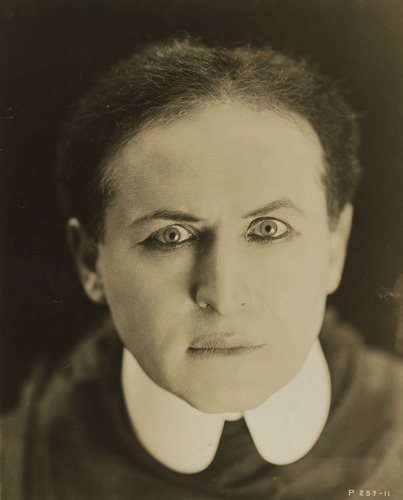
Harry Houdini (* 1874)

- 1874: Harry Houdini, österreichisch-US-amerikanischer Entfesselungs- und Zauberkünstler
- 1874: Luigi Einaudi, italienischer Politiker und Finanzwissenschaftler
- 1875: John Kern Strecker, US-amerikanischer Naturkundler
- 1875: Arnold Schultze, deutscher Offizier und Geograph
- 1875: Johanna Tesch, deutsche Politikerin, MdR, Opfer des Nationalsozialismus
- 1876: Alfred Berg, deutscher Pädagoge und Schriftsteller
- 1877: Georg Axhausen, deutscher Zahnmediziner
- 1877: Alexei Silytsch Nowikow-Priboi, russischer Schriftsteller
- 1877: Jules Rolland, französischer Turner
- 1878: Richard Woldt, deutscher Hochschullehrer und Politiker
- 1879: Fritz Harney, deutscher Industrieller und Funktionär
- 1879: Wilhelm Laverrenz, deutscher Politiker
- 1879: Hela Sander, deutsche Schriftstellerin
- 1880: Hans Much, deutscher Arzt und Schriftsteller
- 1881: Arria Ly, französische Feministin
- 1881: Clara Michelson, Romanautorin, Opfer der Shoah
- 1881: Wassili Nikolajewitsch Platow, lettischer Schachkomponist
- 1881: Theodor Blumer, deutscher Kapellmeister und Komponist
- 1881: Elisabeth Rothen, Schweizer Frauenrechtlerin
- 1882: Oscar Daumiller, deutscher evangelischer Pfarrer
- 1883: Dorothy Campbell, britische Golferin

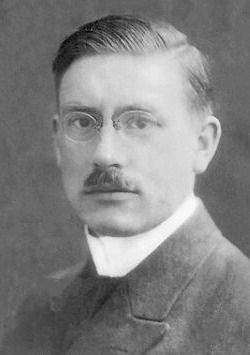
Peter Debye (* 1884)

- 1884: Peter Debye, niederländischer Physiker und Chemiker, Chemienobelpreisträger
- 1884: Eugène Tisserant, französischer Kardinaldekan
- 1884: Paul Trendelenburg, deutscher Pharmakologe
- 1884: Viktor Geramb, österreichischer Volkskundler
- 1885: Charles Daniels, US-amerikanischer Schwimmer
- 1885: Otto Hänssgen, deutscher Maler
- 1885: Maria Klemens Philipp Feldmann, deutscher Bischof der Mariaviten
- 1886: Robert Mallet-Stevens, französischer Architekt
- 1886: Edward Weston, US-amerikanischer Fotograf, Gründer der „Gruppe f/64“
- 1887: Roscoe Arbuckle, US-amerikanischer Schauspieler und Regisseur
- 1887: Karl Arnstein, österreichischer Ingenieur der Zeppelin- und Prallluftschiffkonstruktion
- 1887: Helge Auleb, deutscher Offizier
- 1887: Eleanor Raymond, US-amerikanische Architektin
- 1887: Julius Schaxel, deutscher Zoologe
- 1887: Ludwig Schwecht, deutscher Offizier, Gutsbesitzer und Politiker
- 1888: Viktor Kingissepp, estnischer Politiker
- 1888: Jameson Thomas, britischer Schauspieler
- 1888: Friedrich Burmeister, deutscher Politiker, Minister für Post- und Fernmeldewesen der DDR
- 1889: Stephen Goosson, US-amerikanischer Szenenbildner
- 1889: Albert Hill, britischer Leichtathlet, Olympiasieger
- 1889: Joseph Massolle, deutscher Ingenieur für Filmtontechnik
- 1889: Gustav Unfried, deutscher Fußballspieler
- 1891: Margarete zur Bentlage, deutsche Schriftstellerin
- 1891: Rudolf Berthold, deutscher Jagdflieger im Ersten Weltkrieg, Freikorpsführer, Teilnehmer am Kapp-Putsch
- 1891: Helmut de Boor, deutscher Germanist und Literaturhistoriker
- 1891: John Knittel, Schweizer Schriftsteller
- 1891: Fifi Kreutzer, deutsche Malerin
- 1891: Charley Toorop, niederländische Malerin und Lithografin
- 1891: Sergei Iwanowitsch Wawilow, russischer Physiker

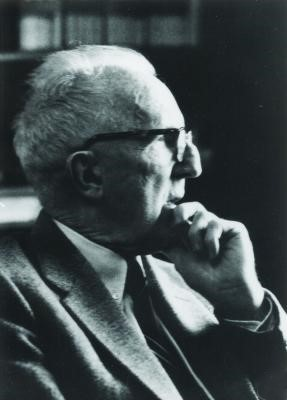
Marston Morse (* 1892)

- 1892: Harold Calvin Marston Morse, US-amerikanischer Mathematiker
- 1892: Roy Harvey, US-amerikanischer Country-Musiker
- 1893: Gastone Brilli-Peri, italienischer Rad-, Motorrad- und Automobilrennfahrer
- 1893: George Sisler, US-amerikanischer Baseballspieler und -manager
- 1893: Emmy Göring, deutsche Schauspielerin
- 1893: Walter Baade, deutscher Astronom und Astrophysiker
- 1893: Eduard Krüger, deutscher Reitsportler
- 1894: Alice Rühle-Gerstel, deutsche Schriftstellerin
- 1894: Fritz Czermak, deutscher Politiker
- 1894: Elsa Respighi, italienische Sängerin und Komponistin
- 1895: Waldemar Rienäcker, deutscher Unternehmer und Wehrwirtschaftsführer

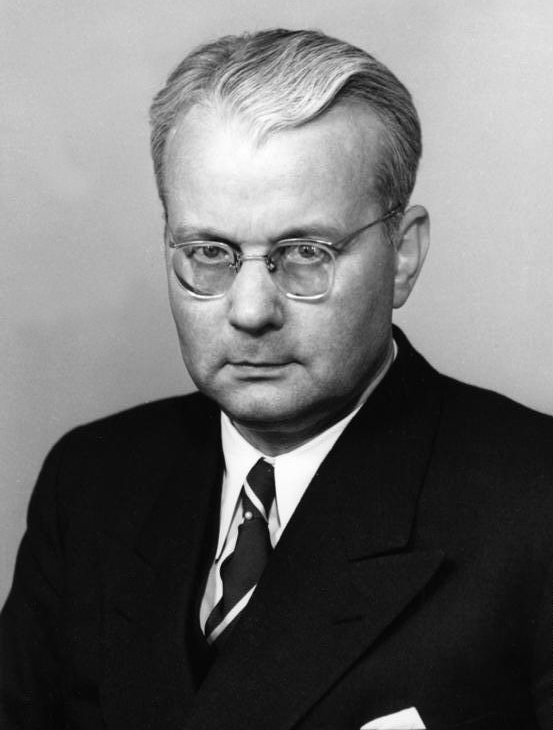
Franz Blücher (* 1896)

- 1896: Franz Blücher, deutscher Bundesminister
- 1896: Günther Nebelung, deutscher Jurist, Senatspräsident am Volksgerichtshof
- 1896: František Tichý, tschechischer Künstler
- 1896: Gabriele von Magnis, deutsche Adlige, Fürsorgerin und Sonderbeauftragte des Breslauer Bischofs Adolf Bertram für die Betreuung der katholischen „Nichtarier“ Oberschlesiens
- 1896: Curt Reinhard Dietz, deutscher Schriftsteller
- 1897: Wilhelm Reich, österreichischer Psychoanalytiker, Entdecker des Orgonom
- 1897: Carlo Mierendorff, deutscher Politiker und Journalist
- 1897: Theodora Kroeber, US-amerikanische Ethnologin und Autorin
- 1897: Julius Lorenzen, deutscher Bauingenieur und Kommunalpolitiker
- 1897: Gottfried zu Hohenlohe-Langenburg, deutscher Landrat, Oberhaupt des Hauses Hohenlohe-Langenburg
- 1897: Marie Howet, belgische Illustratorin und Malerin
- 1898: Richard Rothe-Roth, deutscher Freikorpskämpfer und Marineoffizier
- 1899: Rudolf Antonín Dvorský, tschechischer Sänger, Schlagerkomponist, Verleger und Bandleader
- 1899: Albin Fringeli, Schweizer Dichter und Autor
- 1899: Karl Geyer, österreichischer Fußballspieler und -trainer
- 1899: Dorothy C. Stratton, US-amerikanische Hochschullehrerin, Mitglied der Küstenwache
- 1900: Hugo Kükelhaus, deutscher Schriftsteller und Pädagoge, Philosoph und Künstler
- 1900: Iwan Semjonowitsch Koslowski, russischer Tenor
- 1900: Karl-Jesko von Puttkamer, deutscher Chefadjutant der Kriegsmarine

### 20. Jahrhundert

#### 1901–1925
- 1901: Ub Iwerks, US-amerikanischer Trickfilmzeichner und -techniker
- 1901: Kim Peacock, britischer Schauspieler, Hörspielsprecher und Drehbuchautor
- 1901: Josef Pfitzner, sudetendeutscher Historiker
- 1903: Adolf Butenandt, deutscher Chemiker, Nobelpreisträger
- 1903: Margot Rojas Mendoza, kubanische Pianistin und Musikpädagogin
- 1905: Willy Bartsch, deutscher Politiker, MdB
- 1905: Réal Gagnier, kanadischer Oboist und Musikpädagoge
- 1905: Rudolf Otto Wiemer, deutschsprachiger Lyriker und Pädagoge
- 1906: Bob Adler, US-amerikanischer Schauspieler
- 1906: Tjalling James, niederländischer Ruderer

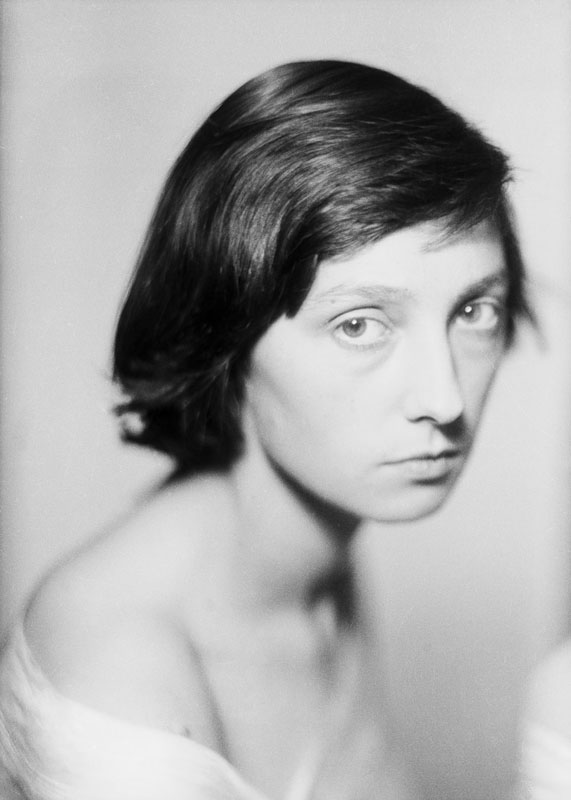
Birgit Åkesson (* 1908)

- 1908: Birgit Åkesson, schwedische Tänzerin, Choreographin, Tanzpädagogin und Tanzforscherin
- 1908: Ferdinand Metzenauer, deutscher Schachproblemkomponist
- 1909: Clyde Barrow, US-amerikanischer Krimineller (Bonnie und Clyde)
- 1909: Richard Wurmbrand, rumänischer lutherischer Pfarrer
- 1910: Jacques Chailley, französischer Komponist und Musikwissenschaftler
- 1911: Edgar Arro, estnischer Komponist und Organist
- 1911: Joseph Barbera, US-amerikanischer Zeichentrickfilmer und -produzent
- 1911: Jane Drew, englische Architektin und Stadtplanerin,  Dame Commander of the Order of the British Empire
- 1911: Hans Sion, deutscher Bierbrauer
- 1915: Paul Lorenzen, deutscher Philosoph, Begründer des Erlanger Konstruktivismus
- 1917: Constantin Andreou, griechisch-französischer Maler und Bildhauer
- 1917: John Cowdery Kendrew, britischer Biologe, Nobelpreisträger
- 1917: Otto Rösch, österreichischer Politiker und Jurist
- 1918: Gerd Martienzen, deutscher Schauspieler
- 1919: Lawrence Ferlinghetti, US-amerikanischer Dichter
- 1919: Robert Heilbroner, US-amerikanischer Volkswirtschaftler
- 1920: René Acht, Schweizer Maler und Grafiker
- 1920: Gene Nelson, US-amerikanischer Filmregisseur und -produzent

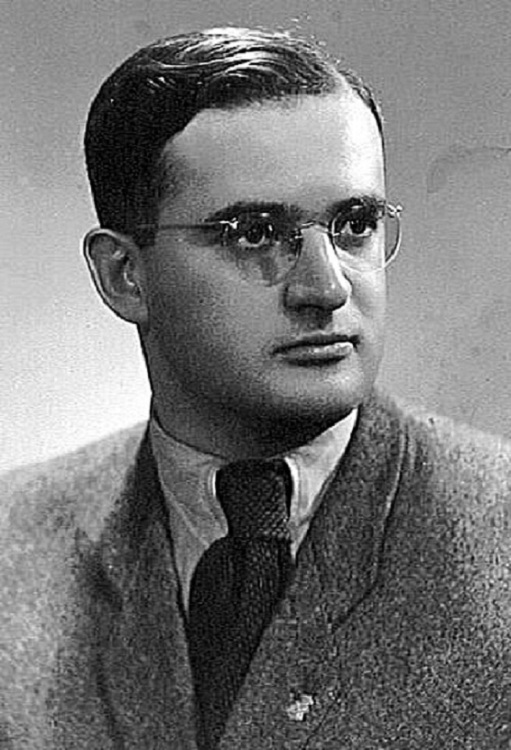
Mieczysław Pemper (* 1920)

- 1920: Mieczysław Pemper, deutscher Zeitzeuge im Zweiten Weltkrieg
- 1921: Ken Rudd, britischer Unternehmer und Automobilrennfahrer
- 1921: Wassili Wassiljewitsch Smyslow, russischer Schach-Großmeister
- 1922: King Pleasure, US-amerikanischer Jazzsänger
- 1923: Brian Naylor, britischer Automobilrennfahrer
- 1924: Karl-Heinz Günther, deutscher Kriminalschriftsteller
- 1924: Helmut Nickel, deutscher Comiczeichner und -autor
- 1925: Karl Oskar Blase, deutscher Grafiker
- 1925: Hans Faber, deutscher Fußballspieler
- 1925: Gerhard Riedmann, österreichischer Schauspieler

#### 1926–1950
- 1926: Willi Bäuerle, deutscher Politiker, MdB
- 1926: Desmond Connell, Erzbischof von Dublin

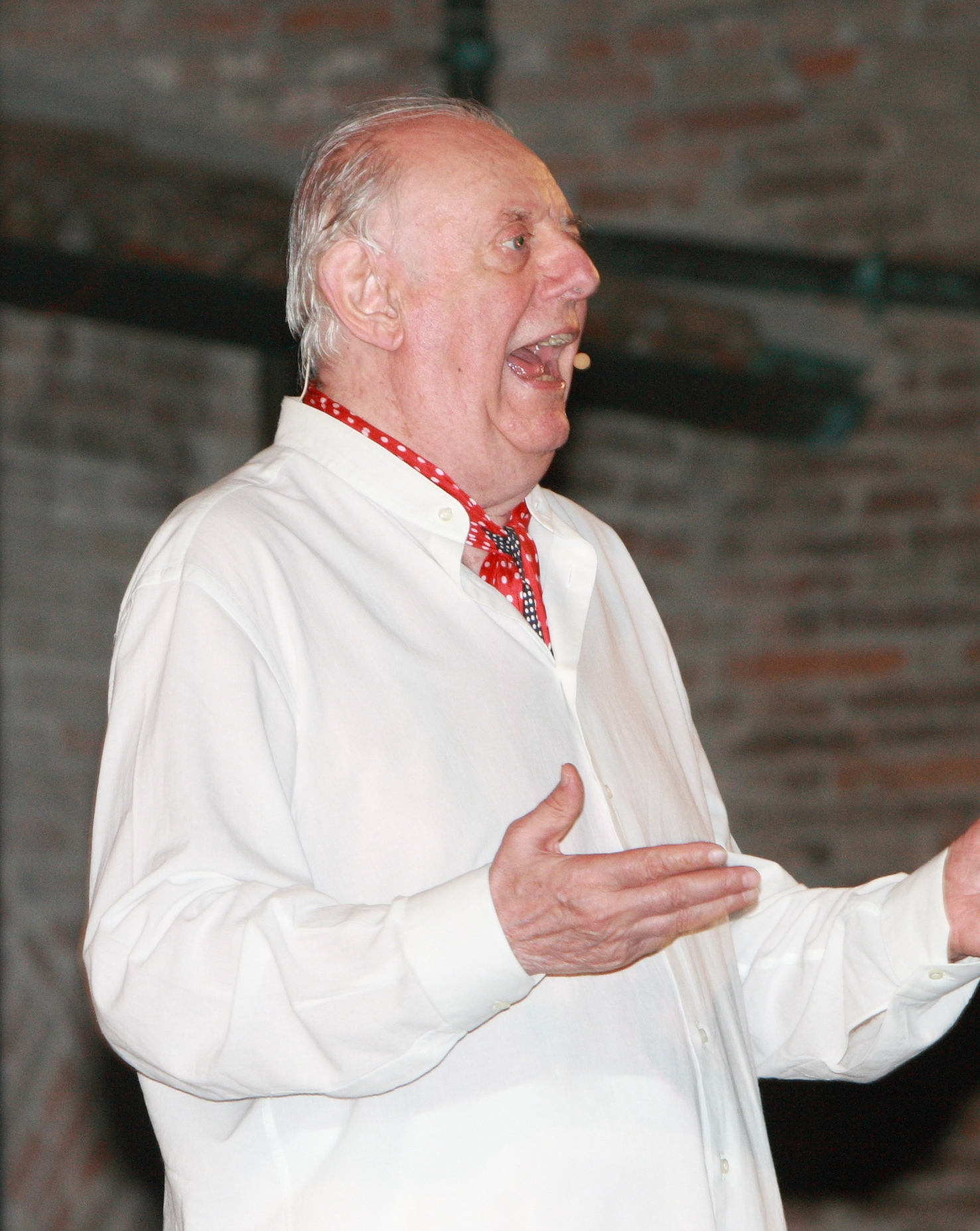
Dario Fo (* 1926)

- 1926: Dario Fo, italienischer Theaterautor, Regisseur, Bühnenbildner, Komponist, Erzähler, Satiriker und Schauspieler, Nobelpreisträger
- 1926: Heriberto Herrera, paraguayisch-spanischer Fußballspieler und -trainer
- 1927: Gerald D. Aurbach, US-amerikanischer Physiologe und Endokrinologe
- 1927: Carmen-Renate Köper, deutsche Schauspielerin
- 1927: Martin Walser, deutscher Schriftsteller
- 1928: Horst Jäger, deutscher Schriftsteller
- 1928: Byron Janis, US-amerikanischer Pianist, Komponist und Musikwissenschaftler
- 1928: Karl Orthuber, österreichischer Unternehmer und Automobilrennfahrer
- 1929: Johannes Chemnitzer, deutscher SED-Funktionär
- 1929: Charlotte Garbe, deutsche Politikerin der Grünen
- 1929: Ángela Gurría, mexikanische Bildhauerin
- 1929: Franz Krienbühl, Schweizer Eisschnellläufer
- 1929: Heidi Manthey, deutsche Keramikerin
- 1930: David Dacko, zentralafrikanischer Staatspräsident
- 1930: Jean Delire, belgischer Filmregisseur
- 1930: Cristóbal Halffter, spanischer Komponist
- 1930: Klaus Hartenstein, deutscher Fußballspieler
- 1930: Steve McQueen, US-amerikanischer Schauspieler
- 1930: John Sack, US-amerikanischer Journalist und Schriftsteller
- 1931: Connie Hines, US-amerikanische Schauspielerin
- 1931: Bruce Sharp, australischer Turner
- 1932: Helmut Lippelt, deutscher Politiker, MdB
- 1932: Claus Peter Witt, deutscher Fernsehregisseur und Drehbuchautor
- 1933: Jozef Malovec, slowakischer Komponist
- 1934: Richard Leising, deutscher Schriftsteller
- 1934: Wilhelm Montag, deutscher Ruderer
- 1934: Ryszard Zub, polnischer Säbelfechter und -trainer

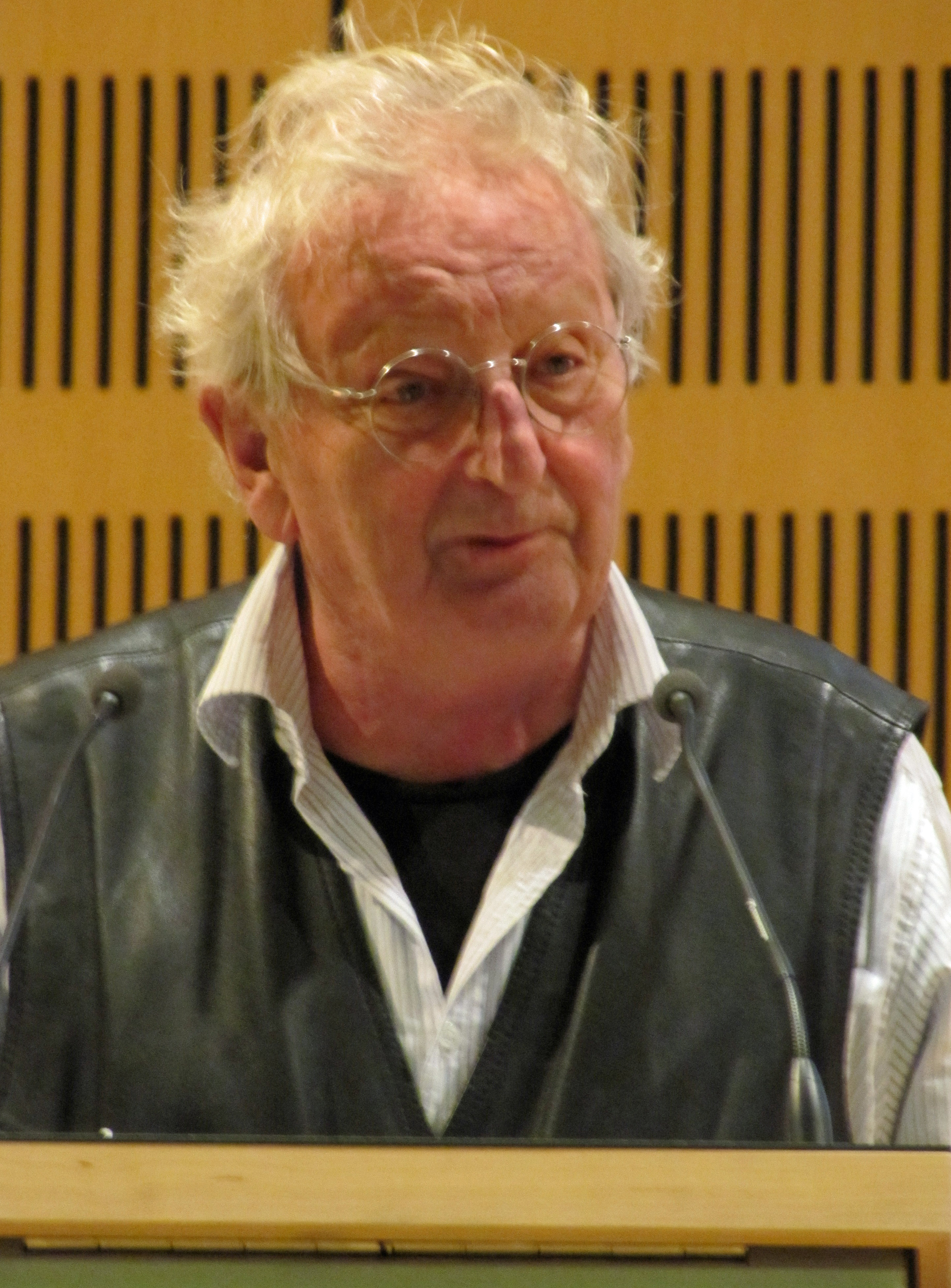
Peter Bichsel (* 1935)

- 1935: Peter Bichsel, Schweizer Schriftsteller
- 1935: Peret, spanischer Sänger und Gitarrist
- 1936: Alex Olmedo, US-amerikanischer Tennisspieler
- 1937: Elazar Benyoëtz, israelischer Aphoristiker
- 1937: Martin Giese, deutscher Radrennfahrer
- 1937: Benjamin Luxon, englischer Sänger
- 1937: Peter Matić, österreichischer Schauspieler
- 1937: Billy Stewart, US-amerikanischer Sänger und Keyboarder
- 1938: Holger Czukay, deutscher Musiker
- 1938: David Irving, britischer Historiker und Holocaustleugner
- 1938: Steve Kuhn, US-amerikanischer Jazzpianist
- 1938: Jimmy Voytek, US-amerikanischer Country- und Rockabilly-Musiker
- 1938: Larry Wilson, US-amerikanischer American-Football-Spieler
- 1939: Masaaki Ueki, japanischer Karateka, Träger des 10. Dan
- 1939: Horst Zingraf, deutscher Fußballspieler
- 1940: Diane Herzogin von Württemberg, deutsche Malerin und Künstlerin
- 1940: Per-Ola Lindberg, schwedischer Schwimmer
- 1941: Leopold Auburger, deutscher Sprachwissenschaftler
- 1941: Karl Blessing, deutscher Verleger
- 1941: Mara Cruz, spanische Schauspielerin
- 1941: Ulrich Parzany, deutscher Theologe und Evangelist, Leiter CVJM und ProChrist

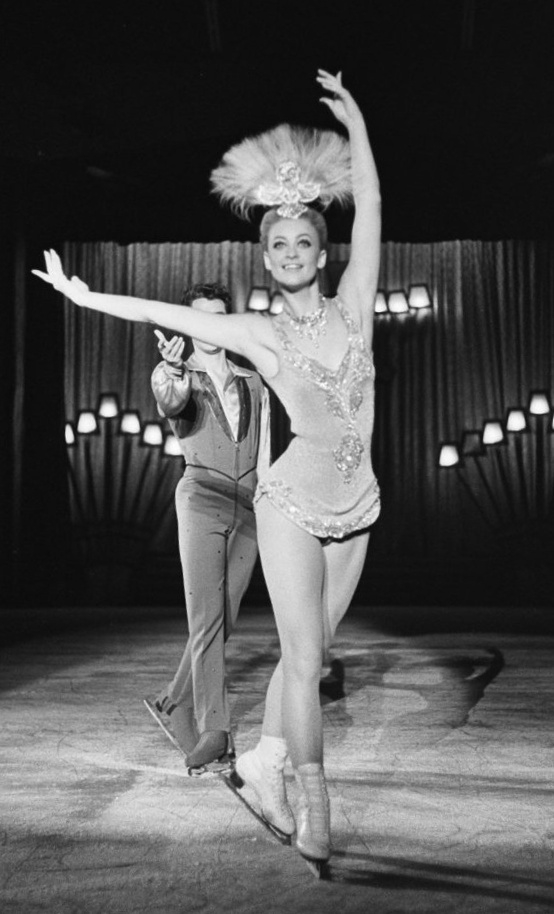
Marika Kilius (* 1943)

- 1943: Marika Kilius, deutsche Eiskunstläuferin
- 1944: Detlef Bartvogt, deutscher Brigadegeneral
- 1944: R. Lee Ermey, US-amerikanischer Schauspieler
- 1944: Walter Hellmich, deutscher Fußball-Funktionär
- 1944: Rebecca Horn, deutsche Bildhauerin
- 1944: Vojislav Koštunica, serbischer Premierminister und Staatspräsident von Jugoslawien
- 1945: Robert Bakker, US-amerikanischer Paläontologe und Maler
- 1945: Ax Genrich, deutscher E-Gitarrist
- 1945: Curtis Hanson, US-amerikanischer Regisseur, Schauspieler und Filmproduzent
- 1945: Sybille Stamm, deutsche Gewerkschafterin
- 1946: Robert Becker, US-amerikanischer Regisseur
- 1946: Klaus Dinger, deutscher Schlagzeuger und Gitarrist (Kraftwerk, Neu! und La Düsseldorf)
- 1946: Su Kramer, deutsche Sängerin, Komponistin und Texterin
- 1946: Colin Petersen, australischer Schauspieler und Musiker
- 1946: Jean-Daniel Raulet, französischer Automobilrennfahrer
- 1946: Herbert Wernicke, deutscher Opernregisseur, Bühnen- und Kostümbildner

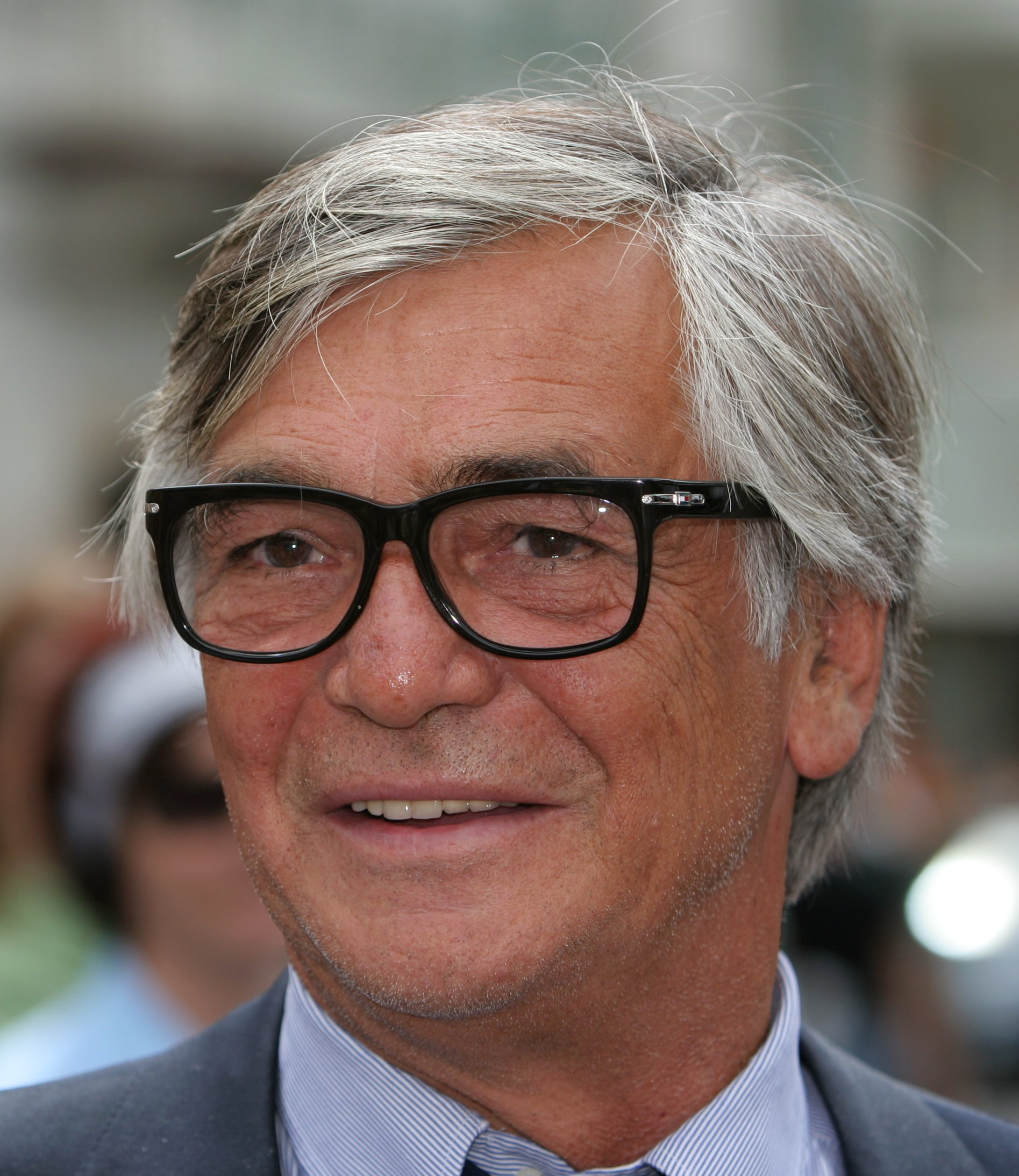
Jiří Bartoška (* 1947)

- 1947: Jiří Bartoška, tschechischer Schauspieler
- 1947: Pierre Dieudonné, belgischer Automobilrennfahrer
- 1947: Aurora Lacasa, deutsche Schlagersängerin
- 1947: Paul McCandless, US-amerikanischer Jazz-Musiker
- 1947: Alan Sugar, Baron Sugar, britischer Unternehmer
- 1948: Günter Bentele, deutscher Professor für Öffentlichkeitsarbeit und Public Relations
- 1948: Reinhard Borchert, deutscher Sprinter
- 1948: Sun-Yung Alice Chang, US-amerikanische Mathematikerin mit chinesischen Wurzeln
- 1948: Volker Finke, deutscher Fußballspieler und -trainer
- 1948: Herbert Lütkebohmert, deutscher Fußballspiele
- 1948: Delio Onnis, argentinischer Fußballspieler
- 1948: Günther Würfel, österreichischer Leichtathlet
- 1949: Erwin Kremers, deutscher Fußballspieler
- 1949: Helmut Kremers, deutscher Fußballspieler
- 1949: Ruud Krol, niederländischer Fußballspieler
- 1949: Nick Lowe, britischer Musiker
- 1949: Ranil Wickremesinghe, sri-lankischer Politiker
- 1950: Johanna Arenhövel, deutsche Politikerin
- 1950: Alfred Lehmann, deutscher Kommunalpolitiker, Oberbürgermeister von Ingolstadt
- 1950: Claudia Lux, deutsche Bibliothekarin

#### 1951–1975
- 1951: Christian Aichinger, österreichischer Bankmanager
- 1951: Monika Stolz, deutsche Politikerin, MdL
- 1951: Tommy Hilfiger, US-amerikanischer Modedesigner
- 1952: Dioni Fernández, dominikanischer Merengue-Musiker
- 1952: Reinhard Genzel, deutscher Astrophysiker und Nobelpreisträger
- 1952: Allan Guggenbühl, Schweizer Psychologe und Experte für Jugendgewalt
- 1953: Eva Kryll, deutsche Schauspielerin und Synchronsprecherin

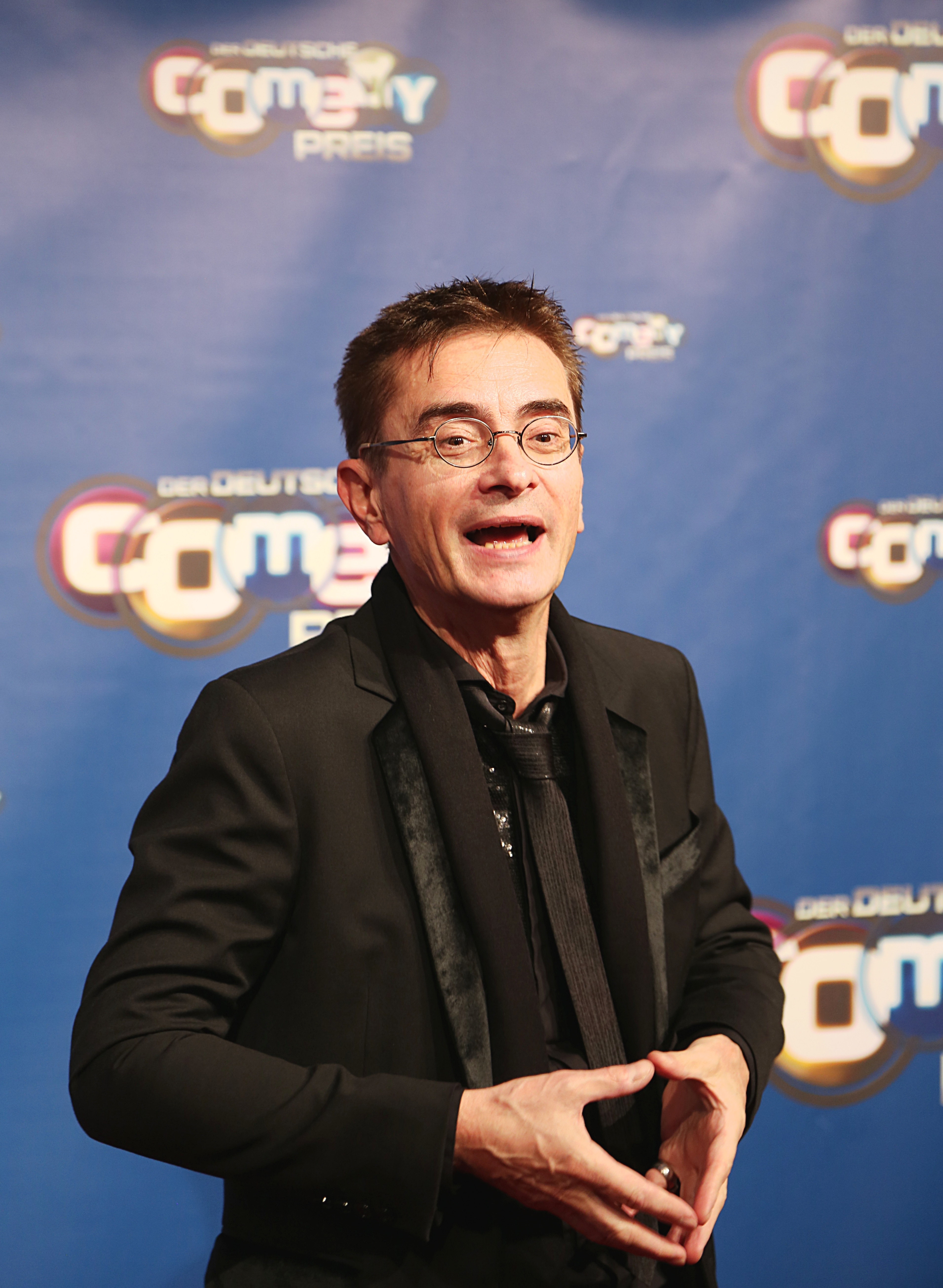
Mathias Richling (* 1953)

- 1953: Mathias Richling, deutscher Kabarettist, Autor und Schauspieler
- 1954: Steve LaSpina, US-amerikanischer Jazzbassist
- 1955: Candy Reynolds, US-amerikanische Tennisspielerin
- 1955: Hank Roberts, US-amerikanischer Musiker und Cellist, Sänger und Komponist
- 1955: Celâl Şengör, türkischer Geologe
- 1955: Michael Kutzop, deutscher Fußballspieler
- 1956: Josef Auer, österreichischer Politiker
- 1956: Steve Ballmer, US-amerikanischer Manager, Präsident und CEO von Microsoft
- 1957: László I. Kish, Schweizer Schauspieler
- 1957: Martin Kolbe, deutscher Musiker
- 1957: Thomas Krokowski, deutscher Handballspieler
- 1957: Sílvia Munt, spanische Schauspielerin, Drehbuchautorin und Regisseurin
- 1957: Siegbert Schmeißer, deutscher Radrennfahrer
- 1958: Albert Carnice, andorranischer Fußballspieler
- 1958: Joachim Paulick, deutscher Kommunalpolitiker

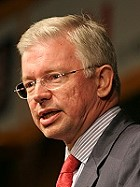
Roland Koch (* 1958)

- 1958: Roland Koch, deutscher Politiker, Ministerpräsident von Hessen
- 1958: Josef Zeitler, deutscher Bildhauer
- 1959: Terrell Anthony, US-amerikanischer Schauspieler
- 1959: Emmit King, US-amerikanischer Leichtathlet
- 1959: Renaldo Nehemiah, US-amerikanischer Leichtathlet
- 1959: Uwe Schwenker, deutscher Handballspieler und -funktionär
- 1960: Klaus Kern, deutscher Physiker
- 1960: Kelly LeBrock, US-amerikanische Schauspielerin
- 1960: Nena, deutsche Popmusikerin
- 1960: Ellyas Pical, indonesischer Boxer
- 1960: Ralf Regenbogen, deutscher Fußballspieler
- 1960: Yasser Seirawan, US-amerikanischer Schachmeister
- 1961: Jörg Baberowski, deutscher Historiker
- 1960: Scott Pruett, US-amerikanischer Automobilrennfahrer
- 1961: Nina Hoger, deutsche Schauspielerin
- 1961: Christian Ofenbauer, österreichischer Komponist und Organist

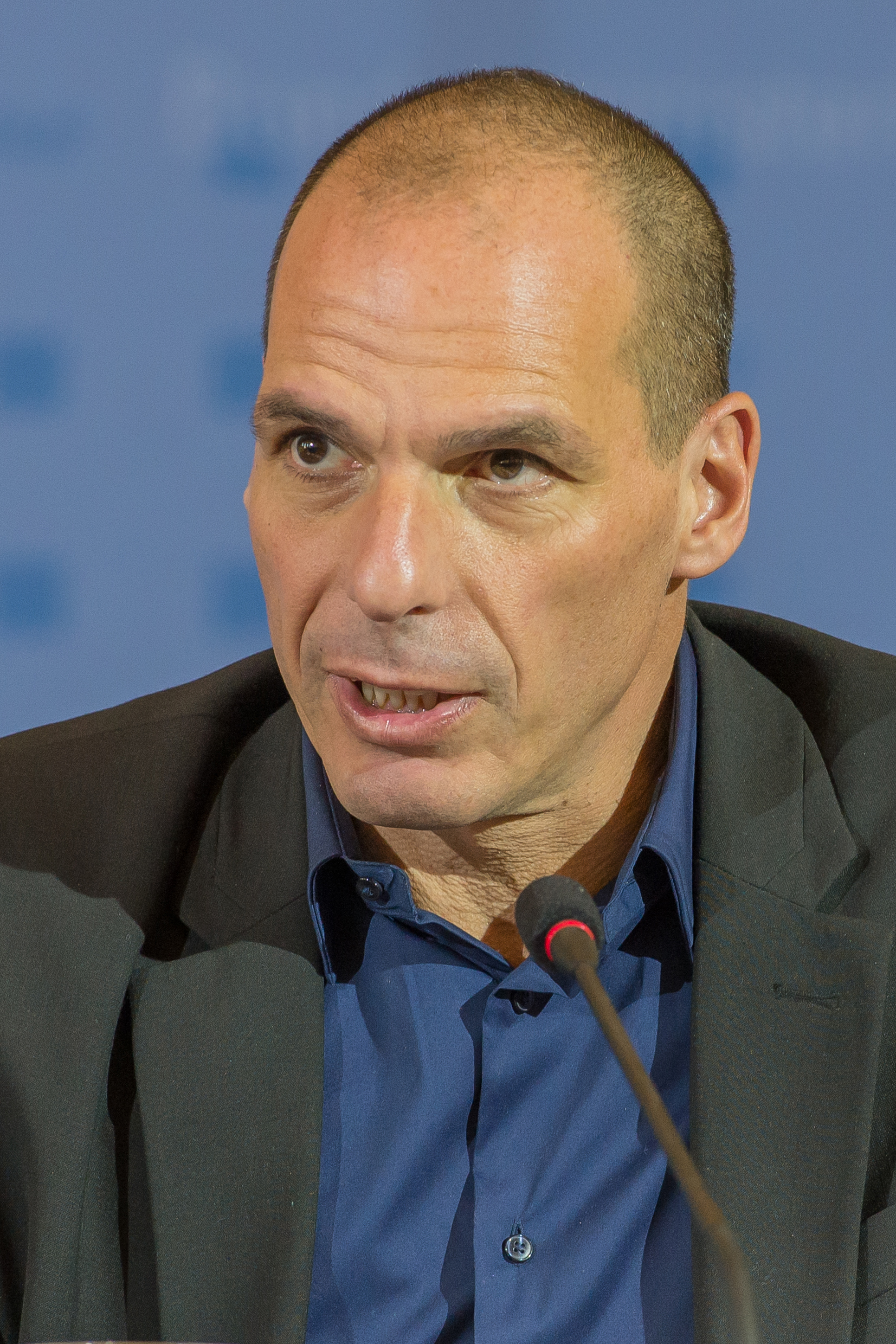
Yanis Varoufakis (* 1961)

- 1961: Yanis Varoufakis, griechisch/australischer Wirtschaftswissenschaftler und griechischer Politiker
- 1962: Irina Meszynski, deutsche Leichtathletin
- 1962: Matthias Tiefenbacher, deutscher Regisseur
- 1963: Dave Douglas, US-amerikanischer Jazz-Trompeter und Komponist
- 1963: Werner Karle, deutscher Schauspieler
- 1963: Luca Pellegrini, italienischer Fußballspieler
- 1963: Torsten Voss, deutscher Leichtathlet und Bobsportler
- 1964: Giovanni Arvaneh, deutscher Schauspieler
- 1964: Marek Kamiński, polnischer Weltreisender
- 1964: Verena Kiefer, deutsche Übersetzerin
- 1964: Claude Landenbergue, Schweizer Schachspieler
- 1964: Frank Mastiaux, deutscher Manager
- 1964: Liz McColgan, britische Leichtathletin
- 1964: Hans Schwaier, deutscher Tennisspieler
- 1964: Steve Souza, US-amerikanischer Metal-Sänger
- 1964: David Ungureit, deutscher Drehbuchautor
- 1965: Peter Jacobson, US-amerikanischer Schauspieler
- 1965: Peter Öttl, deutscher Motorradrennfahrer
- 1965: Patrick Scales, britisch-deutscher Jazz-Bassist
- 1965: The Undertaker, US-amerikanischer Wrestler
- 1966: René Breitbarth, deutscher Boxer und Trainer
- 1967: Kathy Rinaldi Stunkel, US-amerikanische Tennisspielerin
- 1967: Diann Roffe-Steinrotter, US-amerikanische Skirennläuferin
- 1967: Dietmar Schultke, deutscher Autor
- 1968: Ville Kurki, finnischer Regattasegler
- 1968: Michael Masula, deutscher Schauspieler
- 1968: Enrique Mazzola, italienischer Dirigent
- 1969: Stephan Eberharter, österreichischer Skirennläufer, Olympiasieger
- 1969: Ilir Meta, albanischer Politiker
- 1969: Elke Hartmann, deutsche Althistorikerin
- 1969: Luís Oliveira, italienischer Fußballspieler
- 1969: José Luis Oltra, spanischer Fußballtrainer
- 1969: Lisa Arrindell Anderson, US-amerikanische Schauspielerin
- 1969: Kevin Corrigan, US-amerikanischer Schauspieler
- 1970: Judith Draxler, österreichische Schwimmerin
- 1969: Gregor Steinbrenner, deutscher Fernsehmoderator
- 1970: Lara Flynn Boyle, US-amerikanische Schauspielerin
- 1971: Masao Azuma, japanischer Motorradrennfahrer

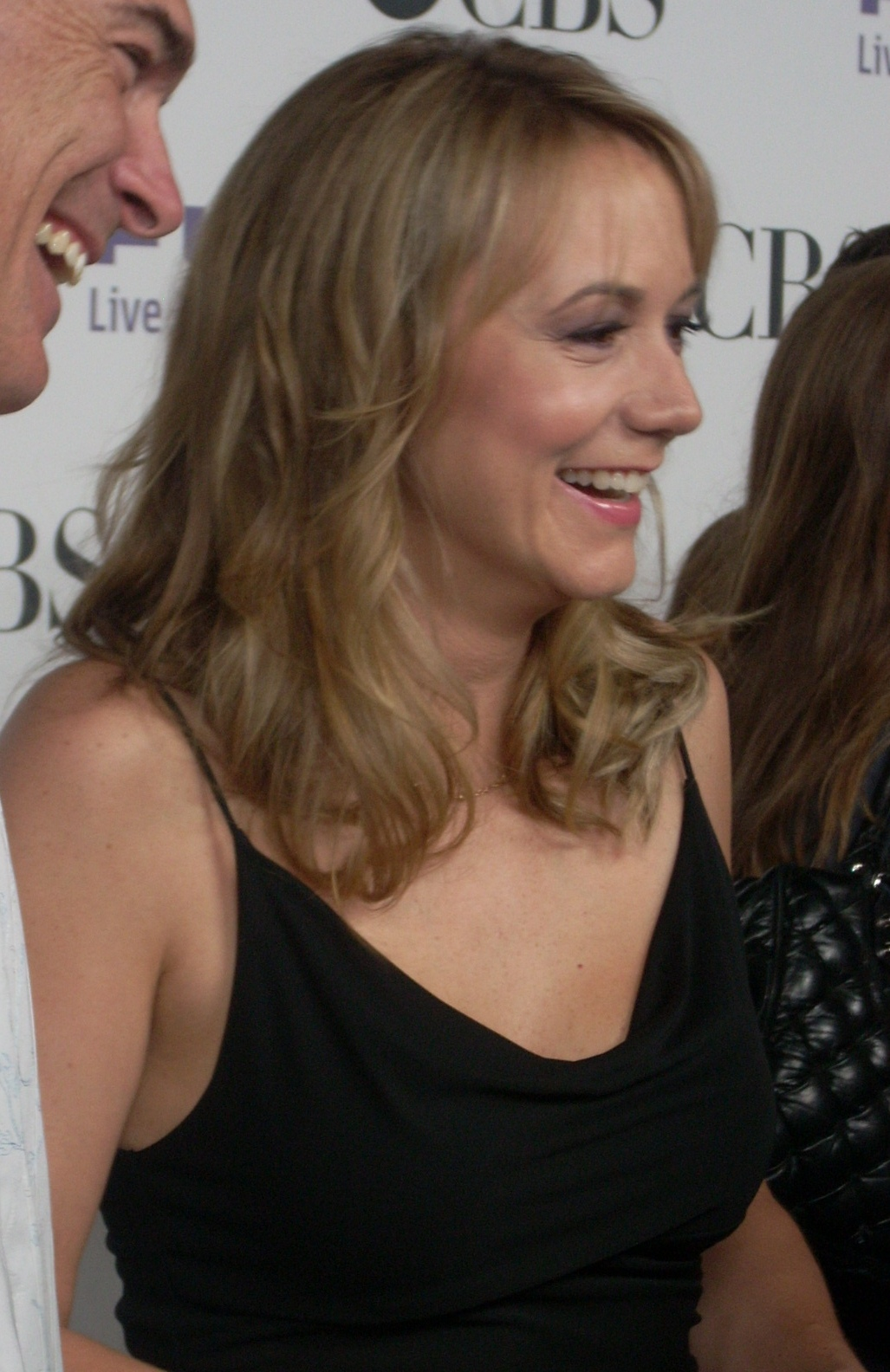
Megyn Price (* 1971)

- 1971: Megyn Price, US-amerikanische Schauspielerin
- 1971: Patrik Ćavar, kroatischer Handballspieler
- 1972: Christophe Dugarry, französischer Fußballspieler
- 1972: Oldřich Pařízek, tschechischer Fußballspieler
- 1973: Jacek Bąk, polnischer Fußballspieler
- 1973: Philippe Boucher, kanadischer Eishockeyspieler
- 1973: Steve Corica, australischer Fußballspieler
- 1973: Mette Jacobsen, dänische Schwimmerin
- 1973: David Moravec, tschechischer Eishockeyspieler
- 1973: Samuli Mikkonen, finnischer Jazzpianist und -komponist

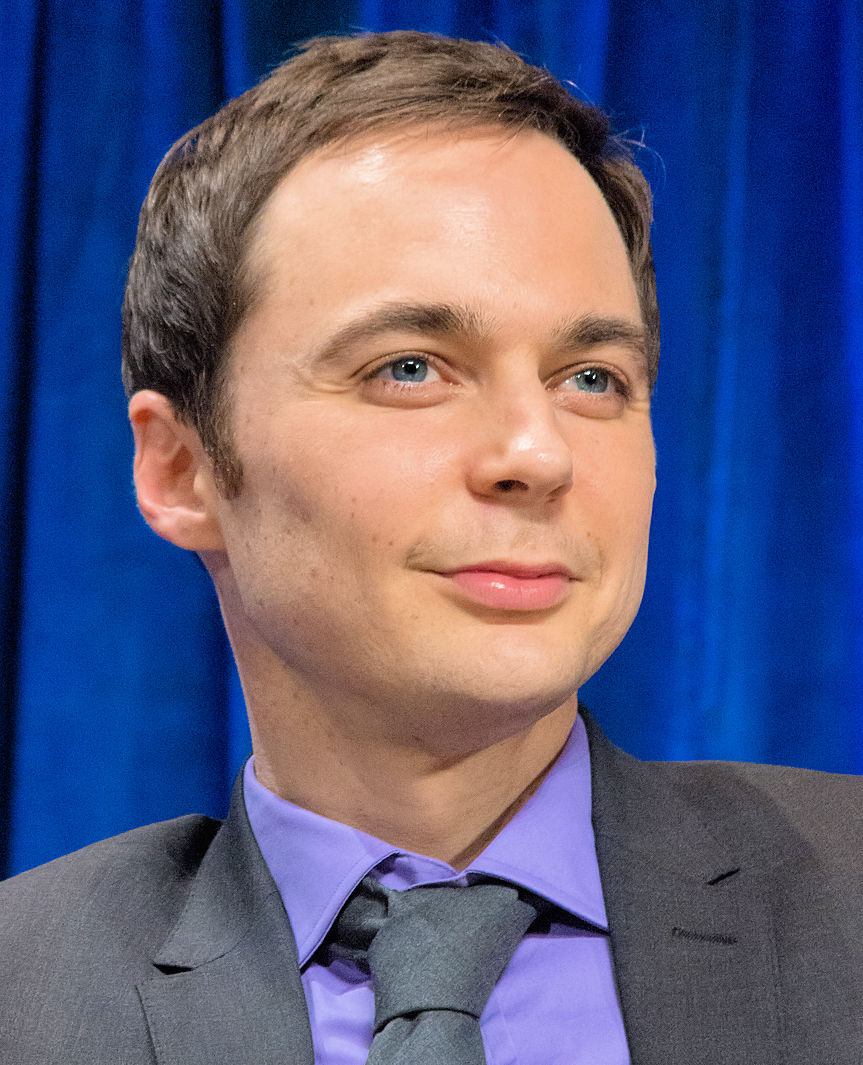
Jim Parsons (* 1973)

- 1973: Jim Parsons, US-amerikanischer Schauspieler
- 1974: Alyson Hannigan, US-amerikanische Schauspielerin
- 1974: Sergei Petrowitsch Kljugin, russischer Hochspringer
- 1974: Jacob Lekgetho, südafrikanischer Fußballspieler
- 1975: Thomas Johansson, schwedischer Tennisspieler
- 1975: Tracey Hallam, britische Badmintonspielerin
- 1975: Davor Vugrinec, kroatischer Fußballspieler
- 1975: Iradj El-Qalqili, deutscher Ruderer
- 1975: Albin Kurti, politischer Führer albanischer Kosovaren

#### 1976–2000
- 1976: Serhij Hennadijowytsch Arbusow, ukrainischer Geschäftsmann, Ökonom und Politiker
- 1976: Annette Dasch, deutsche Opernsängerin

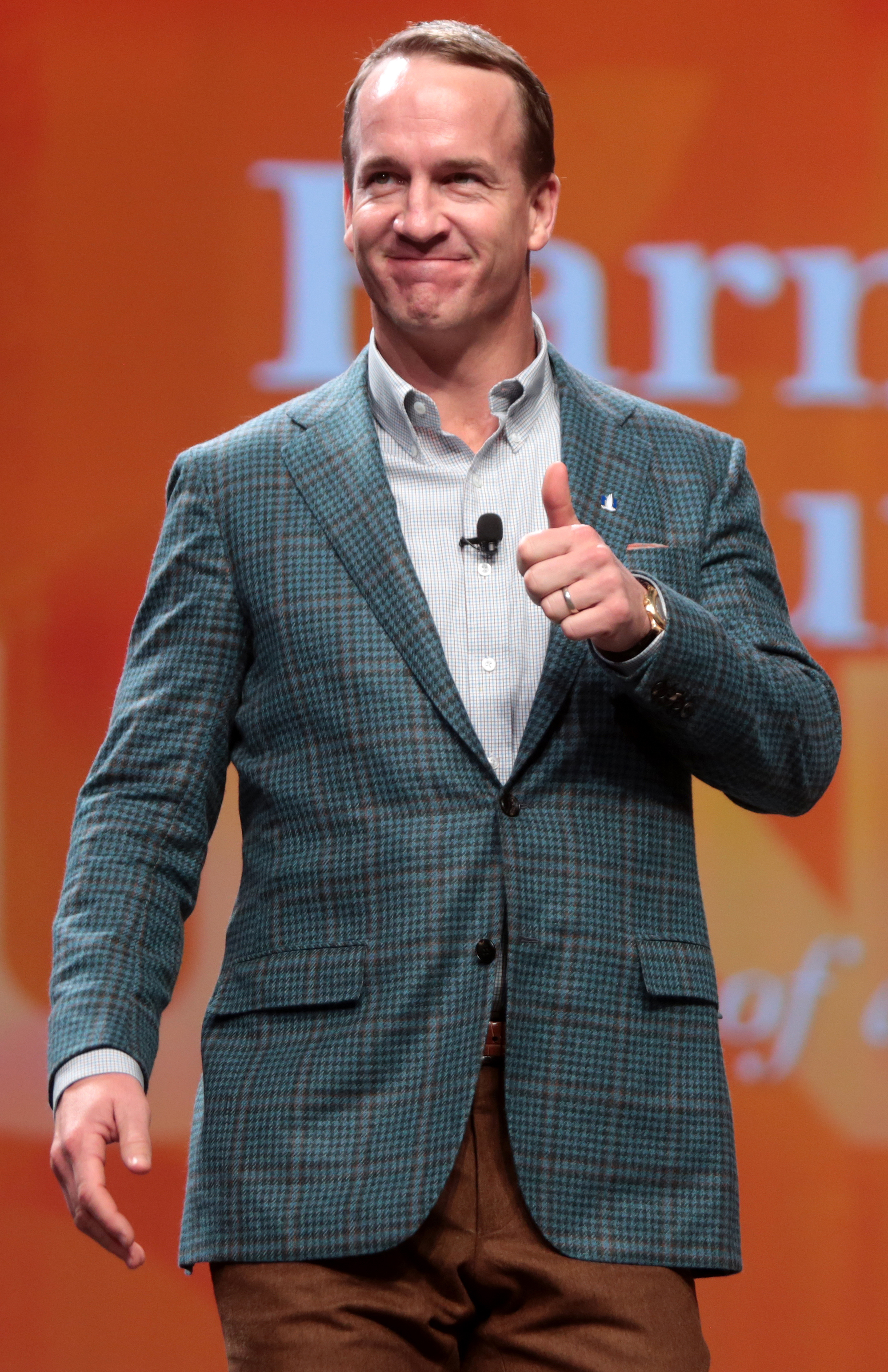
Peyton Manning (* 1976)

- 1976: Peyton Manning, US-amerikanischer American-Football-Spieler
- 1976: Aitor Tornavaca Fernández, spanischer Fußballspieler
- 1977: Iwan Nikolajewitsch Artejew, russischer Skilangläufer
- 1977: Olivia Burnette, US-amerikanische Schauspielerin
- 1977: Jessica Chastain, US-amerikanische Schauspielerin
- 1977: Cédric El-Idrissi, Schweizer Leichtathlet
- 1977: Saburō Moroi, japanischer Komponist
- 1977: Corneille Nyungura, ruandisch-kanadischer R'n'B-Sänger
- 1978: Amanda Brugel, kanadische Schauspielerin
- 1978: Jean-René de Fournoux, französischer Automobilrennfahrer
- 1978: Bertrand Gille, französischer Handballer
- 1978: Philip Kipkurgat Manyim, kenianischer Marathonläufer
- 1978: Nikos Polychronopoulos, griechischer Karambolagespieler und Weltmeister der Junioren
- 1978: Monika Soćko, polnische Schachspielerin
- 1978: Tomáš Ujfaluši, tschechischer Fußballspieler
- 1979: Adam Andretti, US-amerikanischer Automobilrennfahrer
- 1979: Lake Bell, US-amerikanische Schauspielerin
- 1979: Bibiana Steinhaus, deutsche Fußballschiedsrichterin
- 1979: Giuseppe Mascara, italienischer Fußballspieler
- 1979: Periklis Iakovakis, griechischer Hürdenläufer

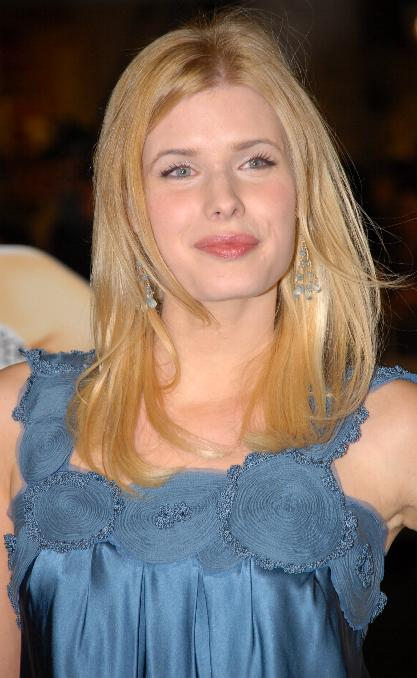
Jud Tylor (* 1979)

- 1979: Jud Tylor, kanadische Schauspielerin
- 1980: Gianluca Bollini, san-marinesischer Fußballer
- 1980: Florian Jenni, Schweizer Schachgroßmeister
- 1980: Akustikrausch, deutscher Liveact und Musikproduzent
- 1980: Ramzi Abid, kanadischer Eishockeyspieler
- 1981: Orestes Júnior Alves, brasilianischer Fußballspieler
- 1981: Anna Brüggemann, deutsche Schauspielerin
- 1981: Patrick Kisnorbo, italienisch-australischer Fußballspieler
- 1981: Maria Koschny, deutsche Synchronsprecherin
- 1981: Gary Paffett, britischer Automobilrennfahrer
- 1981: Paweł Szaniawski, polnischer Radrennfahrer
- 1982: Mariano Donda, argentinischer Fußballspieler
- 1982: Tom Cavanagh, US-amerikanischer Eishockeyspieler
- 1982: Nivea Nash, US-amerikanische R'n'B-Sängerin
- 1982: Oļegs Meļehs, lettischer Radrennfahrer

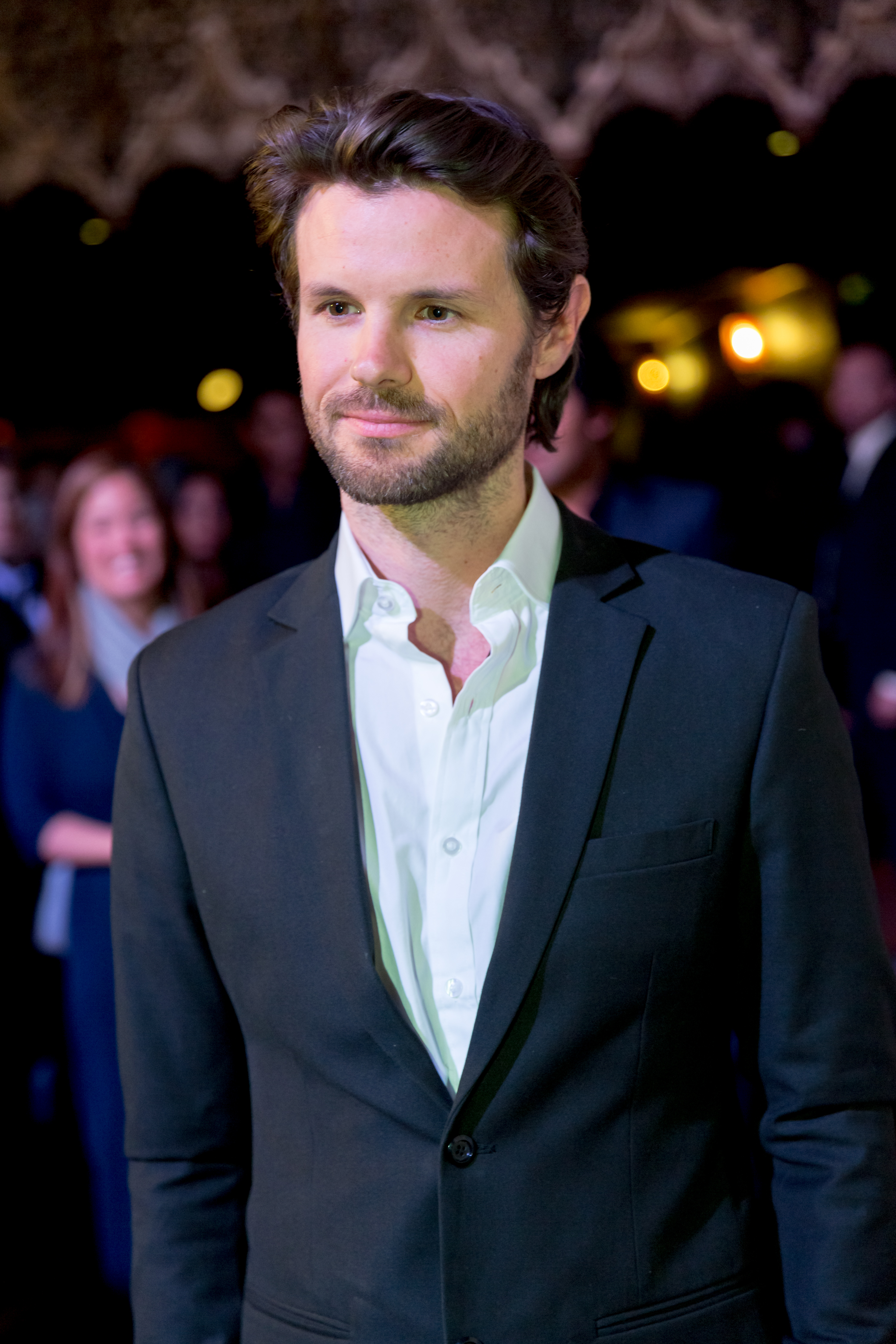
James Napier (* 1982)

- 1982: James Napier, neuseeländischer Schauspieler
- 1982: Fourie du Preez, südafrikanischer Rugbyspieler
- 1982: Richmar Siberie, Fußballspieler der Niederländischen Antillen
- 1983: Alexei Eremenko, finnischer Fußballspieler
- 1983: T. J. Ford, US-amerikanischer Basketballspieler
- 1983: Karim Saidi, tunesischer Fußballspieler
- 1983: Jennifer Sieglar, deutsche Fernsehmoderatorin und Autorin
- 1983: Isabel Soares, portugiesische Sängerin
- 1983: Marie Troillet, Schweizer Skibergsteigerin
- 1984: Benoît Assou-Ekotto, kamerunischer Fußballer
- 1984: Chris Bosh, US-amerikanischer Basketballspieler
- 1984: Kevin Hampf, deutscher Fußballspieler
- 1984: Kim-Roar Hansen, norwegischer Skispringer
- 1984: Ivan Kružliak, slowakischer Fußballschiedsrichter
- 1984: Philipp Petzschner, deutscher Tennisspieler
- 1985: Nicolae Mitea, rumänischer Fußballer
- 1985: Arran Brown, südafrikanischer Radrennfahrer
- 1985: Jens Baxmann, deutscher Eishockeyspieler
- 1985: Frederico Gil, portugiesischer Tennisspieler
- 1985: Yoshihiko Osanai, japanischer Skispringer
- 1986: Kōhei Hirate, japanischer Automobilrennfahrer
- 1986: Christoffer Nygaard, dänischer Automobilrennfahrer
- 1987: Franziska Hildebrand, deutsche Biathletin

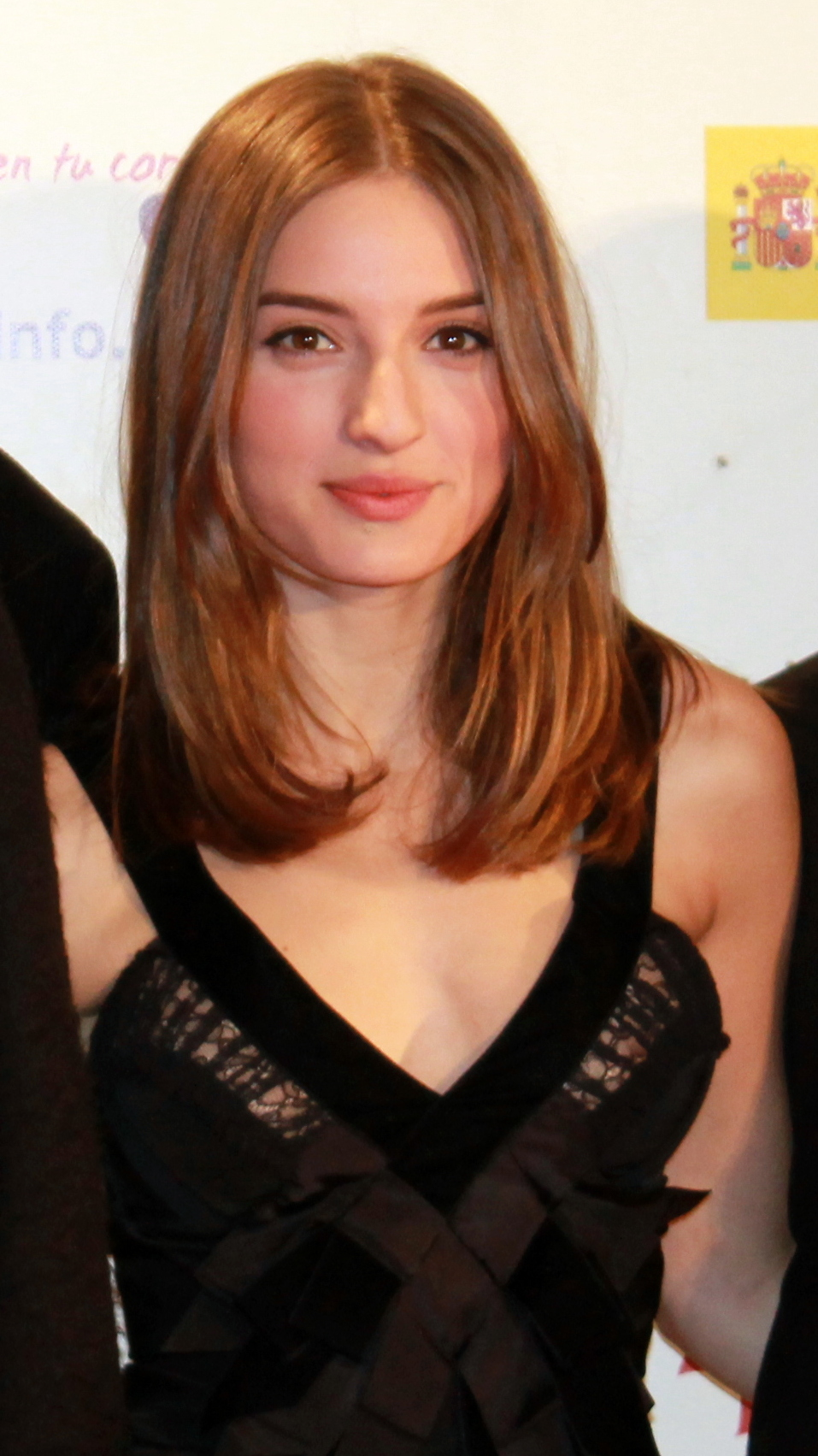
María Valverde (* 1987)

- 1987: María Valverde, spanische Schauspielerin
- 1987: Ramires, brasilianischer Fußballspieler
- 1988: Klaas Lodewyck, belgischer Radrennfahrer
- 1989: Pascal Berger, Schweizer Eishockeyspieler
- 1989: Angelina Fares, israelisches Fotomodell
- 1989: Evelyn Otto, palauische Schwimmerin
- 1989: Maike Timmermann, deutsche Fußballspielerin
- 1989: Kevin Wahr, deutscher Motorradrennfahrer
- 1989: Darren White, englisch-neuseeländischer Fußballspieler und Trainer
- 1990: Benedikt Doll, deutscher Biathlet
- 1990: Keisha Castle-Hughes, neuseeländische Schauspielerin
- 1990: Libby Clegg, britische Leichtathletin
- 1990: Yūki Ōtsu, japanischer Fußballspieler
- 1991: Tarık Çamdal, deutscher Fußballspieler
- 1991: Remo Mally, österreichischer Fußballspieler
- 1991: Benjamin Dollhofer, deutscher Volleyballspieler
- 1992: Max Dombrowka, deutscher Fußballspieler
- 1992: Vanessa Hinz, deutsche Biathletin
- 1992: Tobias Schilk, deutscher Fußballspieler
- 1994: Giulia Steingruber, Schweizer Kunstturnerin
- 1994: Florian Stölzel, deutscher Musiker
- 1996: Valentino Lazaro, österreichischer Fußballspieler
- 1996: Marlon Frey, deutscher Fußballspieler
- 1997: Ljudmila Achatowa, kasachische Biathletin
- 1997: Josh Ginnelly, englischer Fußballspieler
- 1998: Ethel Cain, US-amerikanische Sängerin
- 1998: Vitinho, brasilianischer Fußballspieler
- 2000: Muhammed Ali Bedir, türkischer Skispringer
- 2000: Stavroula Tsolakidou, griechische Schachspielerin

### 21. Jahrhundert
- 2004: Eliza Faria, kanadische Schauspielerin
- 2007: Sina Kiechle, deutsche Skispringerin

## Gestorben

### Vor dem 16. Jahrhundert
- 1224: Konrad III. von Scharfenberg, Bischof von Speyer und Metz sowie Kanzler des Heiligen Römischen Reiches
- 1254: William de Ferrers, 5. Earl of Derby, englischer Magnat
- 1258: Florens der Vogt, Regent von Holland
- 1275: Beatrix von England, Tochter König Heinrichs III. von England
- 1294: Irmgard von Berg, Tochter und Erbin des Grafen Adolf IV. von Berg
- 1296: Odon de Pins, Großmeister des Johanniterordens
- 1381: Katharina von Schweden, Äbtissin von Vadstena
- 1382: William Zouche, 2. Baron Zouche of Haryngworth, englischer Adeliger
- 1386: Johann I., Graf von Auvergne und Bologne
- 1399: Margaret Brotherton, Duchess of Norfolk, englische Adelige
- 1400: Florentius Radewijns, holländischer Kirchenreformer
- 1414: Arnaud de Corbie, Kanzler von Frankreich
- 1416: Johannes Otto von Münsterberg, deutscher Theologe, Rektor der Universität Prag und Gründungsrektor der Universität Leipzig
- 1437: Jean de Rochetaillée, französischer Patriarch von Konstantinopel, Bischof von Genf und Paris, Erzbischof von Rouen
- 1443: James Douglas, 7. Earl of Douglas, schottischer Adeliger
- 1455: Rudolf von Diepholz, Bischof von Utrecht und Osnabrück

- 1455: Nikolaus V., Papst

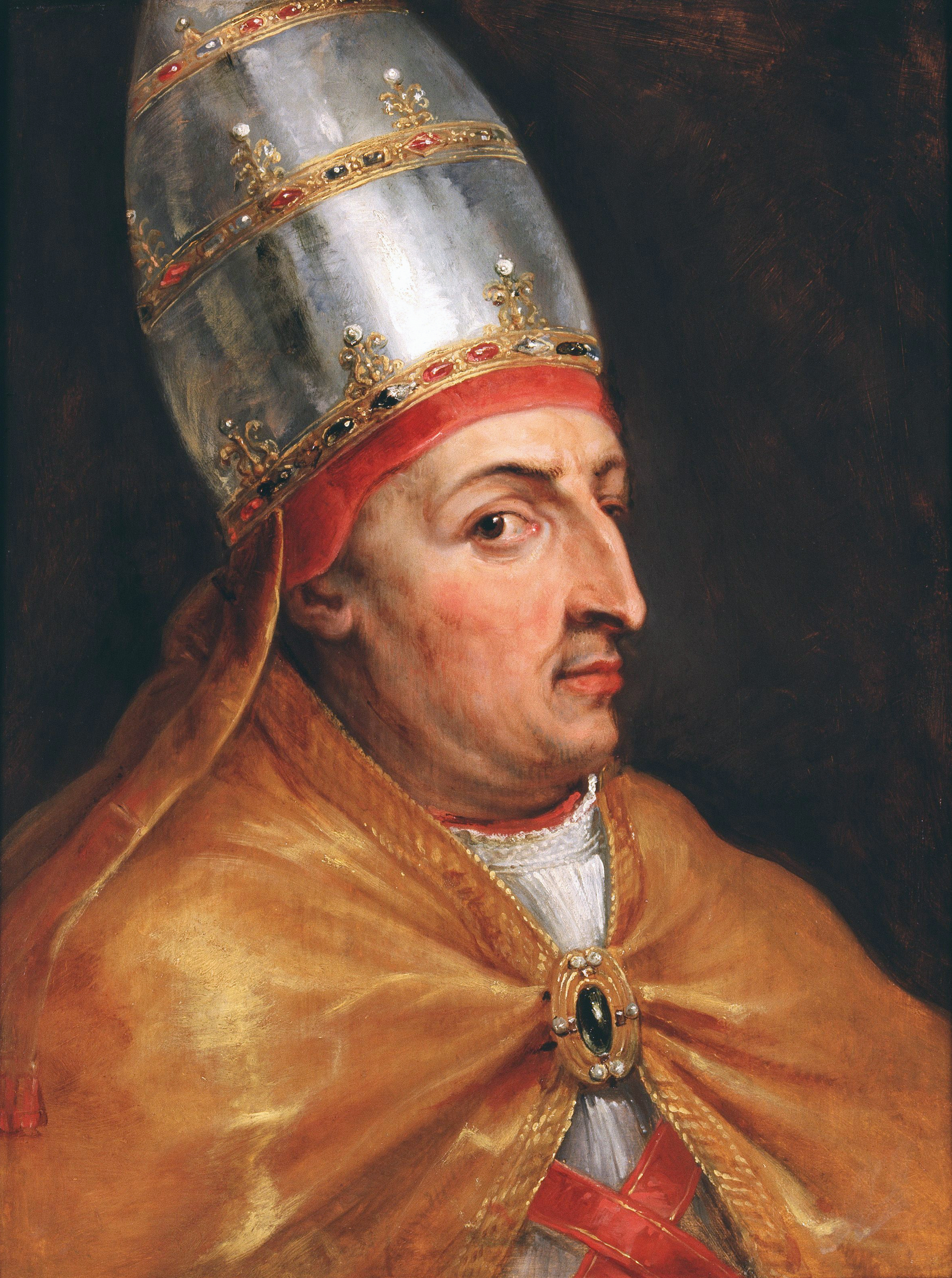
Nikolaus V. († 1455)

- 1463: Prospero Colonna, italienischer Adliger und Kardinal
- 1481: Heinrich II. von Stammer, Bischof von Naumburg

### 16. bis 18. Jahrhundert
- 1503: Dorothea von Rieneck, Landgräfin von Leuchtenberg und Gräfin von Wertheim
- 1526: Adolf von Anhalt-Zerbst, deutscher Bischof

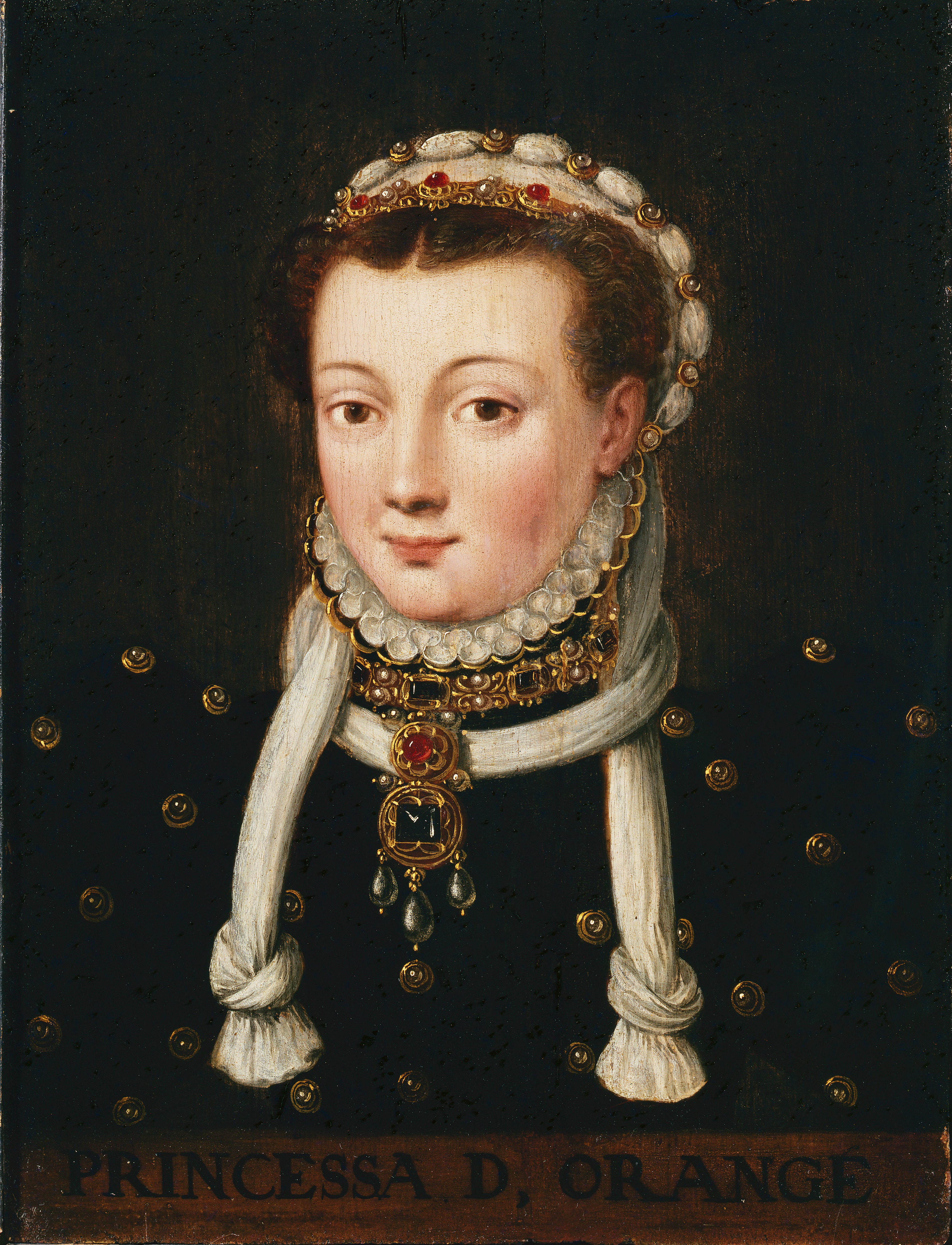
Anna von Egmond, Gräfin von Büren († 1558)

- 1558: Anna von Egmond, Gräfin von Büren, Leerdam und Lingen,
- 1597: Giovanni Bernardino Bonifacio, italienischer Graf, Humanist, Buchsammler, Bibliothekar und Gründer der Stadtbibliothek Danzigs
- 1603: Elisabeth I., englische Königin
- 1613: Friedrich Taubmann, deutscher Gelehrter und Dichter
- 1618: Robert Rich, 1. Earl of Warwick, englischer Adeliger
- 1625: Otto von Dorgelo, westfälischer Dompropst zu Münster
- 1635: Jacques Callot, französischer Zeichner und Radierer
- 1635: Heinrich Gutberleth, deutscher Pädagoge
- 1640: Michiel Pauw, Amsterdamer Regierungsmitglied und Direktor der Niederländischen Westindien-Kompagnie
- 1653: Alphonse-Louis du Plessis de Richelieu, Erzbischof von Aix und Lyon
- 1654: Samuel Scheidt, deutscher Komponist
- 1659: Ferdinand Sigismund Kurtz von Senftenau, Reichsvizekanzler des Heiligen Römischen Reiches
- 1661: Sigismund Weier, deutscher Mathematiker, Bibliothekar und Historiker
- 1721: Michael I. Esterházy de Galantha, ungarischer Adeliger in habsburgischen Diensten
- 1722: Ernst Friedrich Meurer, deutscher Beamter und Jurist
- 1727: Marie-Anne Horthemels, französische Kupferstecherin
- 1732: Siegmund Jakob Apinus, deutscher Philologe und Pädagoge
- 1746: Joseph Franz Valerian von Arco, Fürstbischof von Chiemsee
- 1748: Coventry Carew, britischer Politiker
- 1751: Johann Pálffy, kaiserlicher Feldmarschall und Palatin von Ungarn
- 1755: Theodor Christlieb Reinhold, deutscher Komponist und Kreuzkantor
- 1762: Johann Gottfried Zentgrav, deutscher Theologe, Rhetoriker und Literaturwissenschaftler
- 1767: Christian Friedrich Zincke, deutscher, in England tätiger Maler
- 1771: William Shirley, britischer Kolonialgouverneur in Nordamerika
- 1776: Johann Georg Achenbach, deutscher Politiker
- 1776: John Harrison, britischer Uhrmacher und Erfinder
- 1794: Anacharsis Cloots, Politiker und Revolutionär in Paris
- 1794: Jacques-René Hébert, französischer Revolutionär
- 1794: Antoine-François Momoro, französischer Politiker
- 1794: Charles-Philippe Ronsin, französischer Politiker
- 1794: François-Nicolas Vincent, französischer Politiker
- 1796: Antonio Caballero y Góngora, spanischer Priester, Kolonialverwalter, Erzbischof von Bogotá und Vizekönig von Neugranada
- 1797: Joseph Höß, deutscher Orgelbauer

### 19. Jahrhundert
- 1803: Christian Gottlieb Geyser, deutscher Maler und Kupferstecher
- 1810: Mary Tighe, irische Schriftstellerin
- 1816: Carlo Amoretti, italienischer Gelehrter
- 1817: Peter Burckhardt, Schweizer Politiker
- 1824: Urs Jakob Tschan, Schweizer Jesuit und Luftfahrtpionier
- 1826: Jakob Haibel (auch Haibl), österreichischer Komponist, Sänger und Chorregent
- 1826: Mathieu de Montmorency-Laval, französischer General und Staatsmann
- 1826: Ernst Müller, deutscher Schriftsteller und Privatgelehrter
- 1826: Georg Nikolaus Nissen, dänischer Diplomat und Biograph Wolfgang Amadeus Mozarts
- 1834: Alexius Friedrich Christian, Fürst bzw. Herzog von Anhalt-Bernburg
- 1837: Édouard Thomas Burgues de Missiessy, französischer Admiral
- 1839: Christian Gottlob Wild, deutscher Pfarrer und Mundartdichter
- 1844: Bertel Thorvaldsen, dänischer Bildhauer
- 1849: Johann Wolfgang Döbereiner, deutscher Chemiker
- 1864: Karl Ernst Claus, deutscher Chemiker, der das Ruthenium entdeckte
- 1866: Ferdinand Heinrich Friedrich, deutscher General, letzter Landgraf von Hessen-Homburg
- 1866: Maria Amalia von Neapel-Sizilien, Königin der Franzosen
- 1867: John Decatur Barry, Brigadegeneral der Konföderierten im Sezessionskrieg
- 1869: Antoine-Henri Jomini, Schweizer Militärtheoretiker und General
- 1869: Eduard Wunder, deutscher Philologe und Pädagoge
- 1870: Ferdinand Stadler, Schweizer Architekt
- 1875: Amédée Achard, französischer Schriftsteller

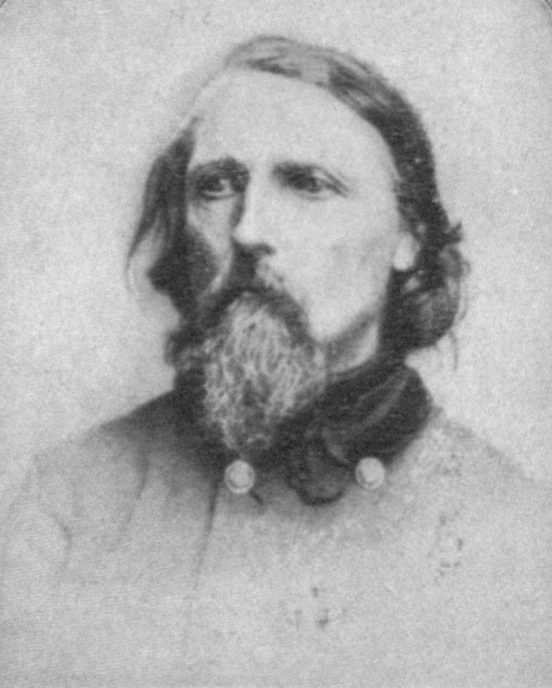
Friedrich Hecker († 1881)

- 1881: Friedrich Hecker, deutscher Rechtsanwalt, Politiker und radikaldemokratischer Revolutionär in Baden (Heckerzug), Emigrant
- 1882: Henry Wadsworth Longfellow, US-amerikanischer Schriftsteller, Lyriker, Übersetzer und Dramatiker
- 1883: Viriato Figueira, brasilianischer Komponist, Flötist und Saxophonist
- 1887: Justin Holland, US-amerikanischer Gitarrist, Komponist und Musikpädagoge
- 1889: Frans Cornelis Donders, niederländischer Physiologe und Wegbereiter auf dem Gebiet der Augenheilkunde
- 1894: Robert Prescott Stewart, irischer Organist, Dirigent und Komponist
- 1896: Franz Kuchenbuch, deutscher Jurist und Maler zwischen Romantik und Realismus
- 1899: Marie Goegg-Pouchoulin, erste Frauenrechtlerin der Schweiz

### 20. Jahrhundert

#### 1901–1950

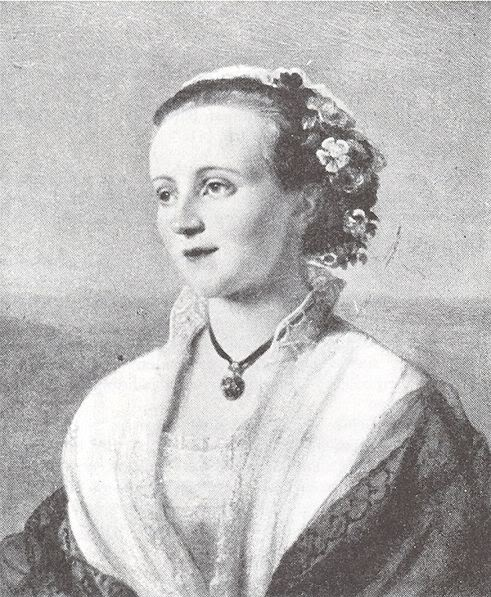
Marie von Nassau († 1902)

- 1902: Marie von Nassau, deutsche Adelige
- 1902: Wilhelm Stade, deutscher Organist, Dirigent und Komponist
- 1903: Joannis Ferrouillat, französischer Politiker
- 1904: Emma Herwegh, deutsche Revolutionärin und Vorkämpferin der Frauenrechtsbewegung
- 1905: Henny Jebsen, deutsche Blumen- und Landschaftsmalerin

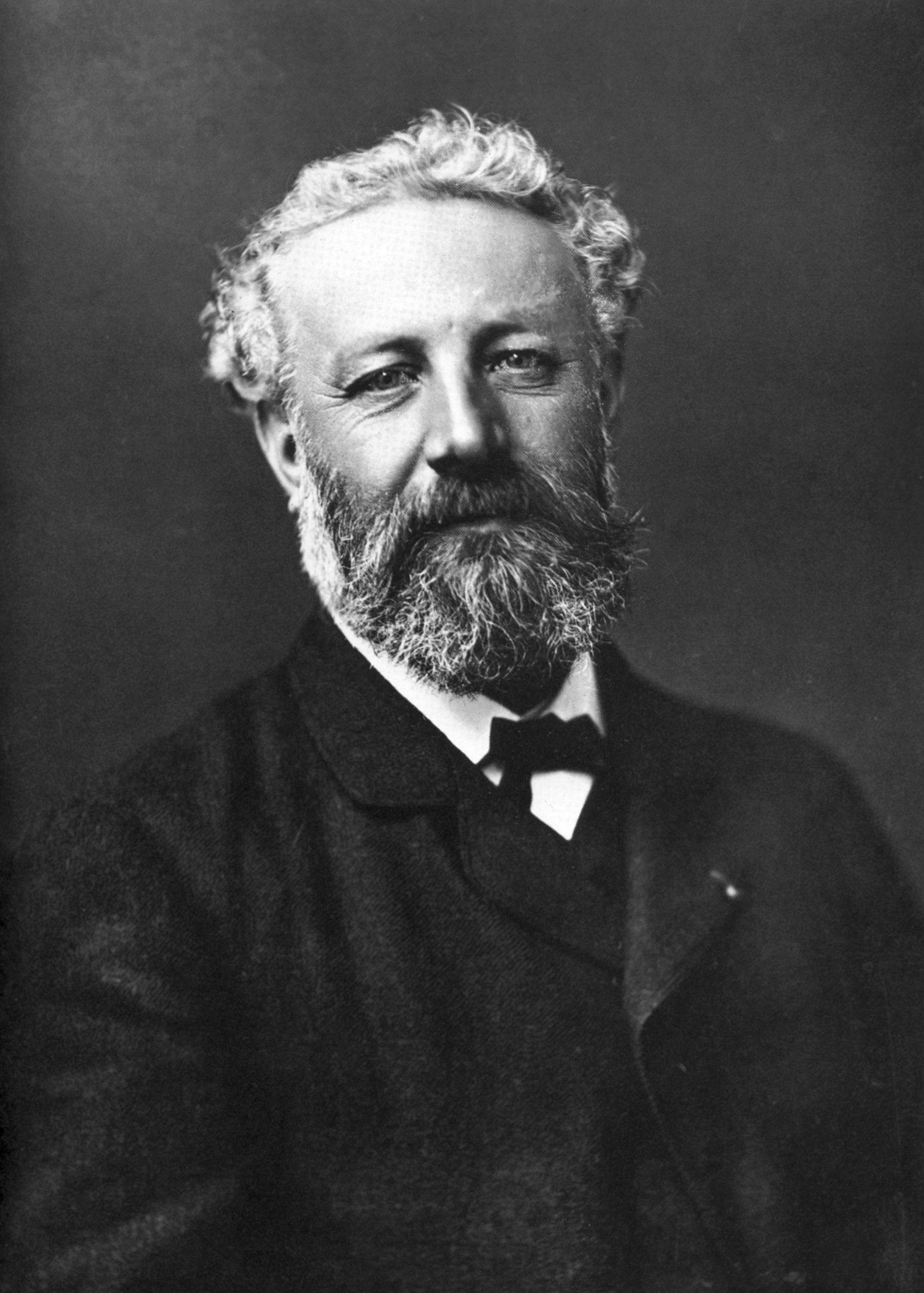
Jules Verne († 1905)

- 1905: Jules Verne, französischer Schriftsteller, Mitbegründer der Science-Fiction-Literatur
- 1909: Alfred Messel, deutscher Architekt
- 1909: John Millington Synge, irischer Schriftsteller
- 1910: Joseph Maria Stowasser, österreichischer Altphilologe
- 1916: Enrique Granados, spanischer Komponist und Pianist
- 1921: James Kardinal Gibbons, US-amerikanischer Geistlicher, Erzbischof von Baltimore
- 1921: Déodat de Séverac, französischer Komponist
- 1929: Friedrich Messerschmidt, deutscher Motorradrennfahrer
- 1932: Károly Koch, ungarischer Ruderer
- 1932: Kajii Motojirō, japanischer Schriftsteller
- 1933: Désiré Thomassin, Maler, Komponist
- 1936: Rosa Krüger, deutsche Blumen- und Interieurmalerin
- 1936: Makino Shin’ichi, japanischer Schriftsteller

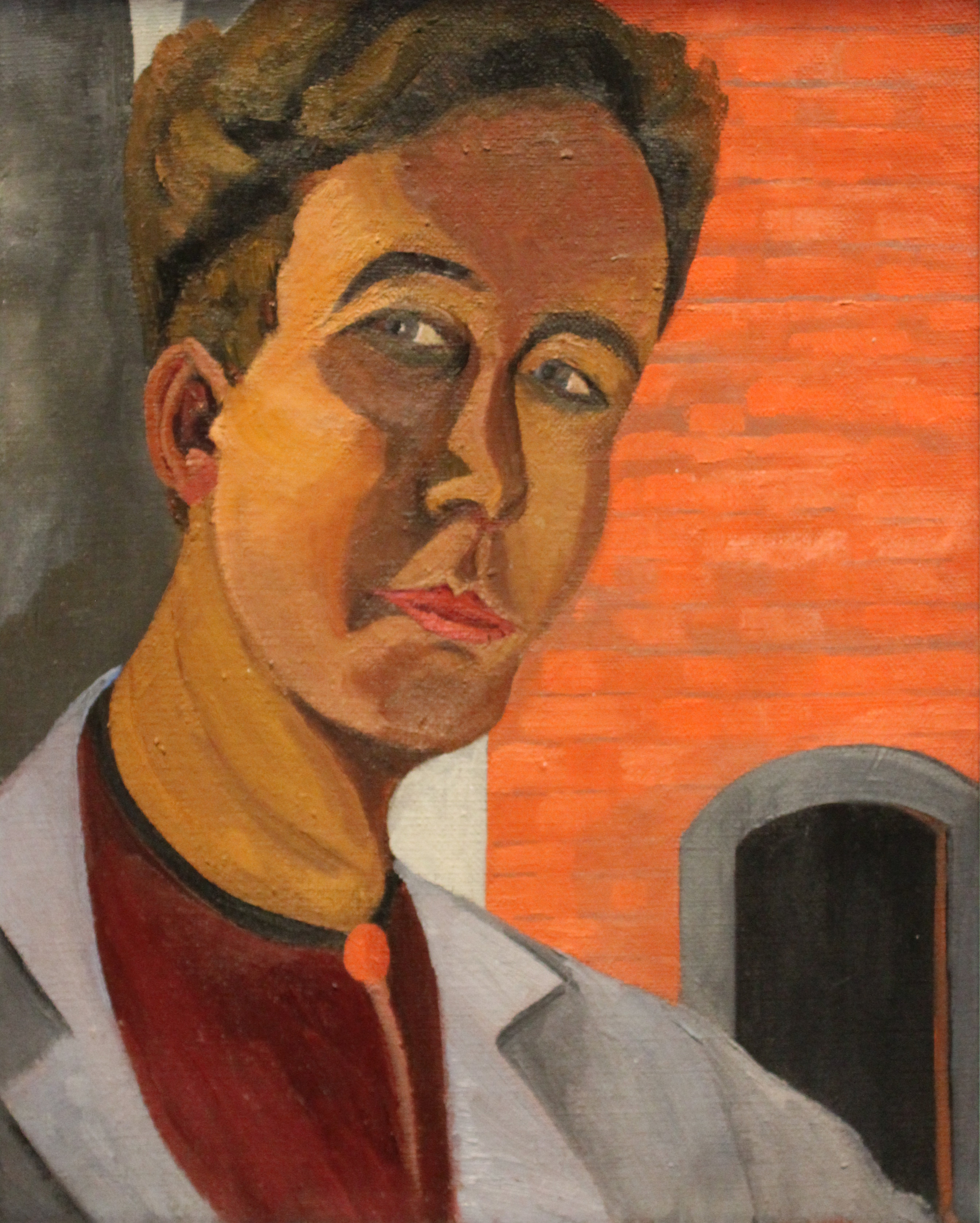
Annemarie Heise († 1937)

- 1937: Annemarie Heise, deutsche Malerin und Graphikerin
- 1938: Eduard Ameseder, österreichischer Maler
- 1939: Gwyn Nicholls, walisischer Rugbyspieler
- 1939: Willem Nolen, niederländischer Mediziner
- 1942: Eduard Blocher, Schweizer evangelischer Geistlicher und Sprachwissenschaftler
- 1944: Aldo Finzi, italienischer Motorradrennfahrer, Offizier, faschistischer Politiker jüdischer Herkunft, Anwalt, Sportpolitiker und Widerstandskämpfer
- 1944: Orde Wingate, britischer General
- 1945: Robert Dauber, österreichischer Cellist und Komponist
- 1945: Malva Schalek, österreichische Malerin und Opfer des Holocaust
- 1946: Alexander Alexandrowitsch Aljechin, russischer Schachweltmeister
- 1946: Carl Schuhmann, deutscher Sportler, Olympiasieger
- 1948: Jewgeni Michailowitsch Abalakow, sowjetischer Bergsteiger
- 1948: Konstantin Nikolajewitsch Igumnow, russischer Komponist und Klaviervirtuose
- 1950: James Rudolph Garfield, US-amerikanischer Politiker
- 1950: Harold Laski, britischer Politikwissenschaftler, Ökonom, Autor und Dozent
- 1950: Hedda Wagner, österreichische Schriftstellerin, Komponistin, Musikpädagogin und Frauenrechtlerin

#### 1951–2000
- 1952: Paul Pierné, französischer Komponist

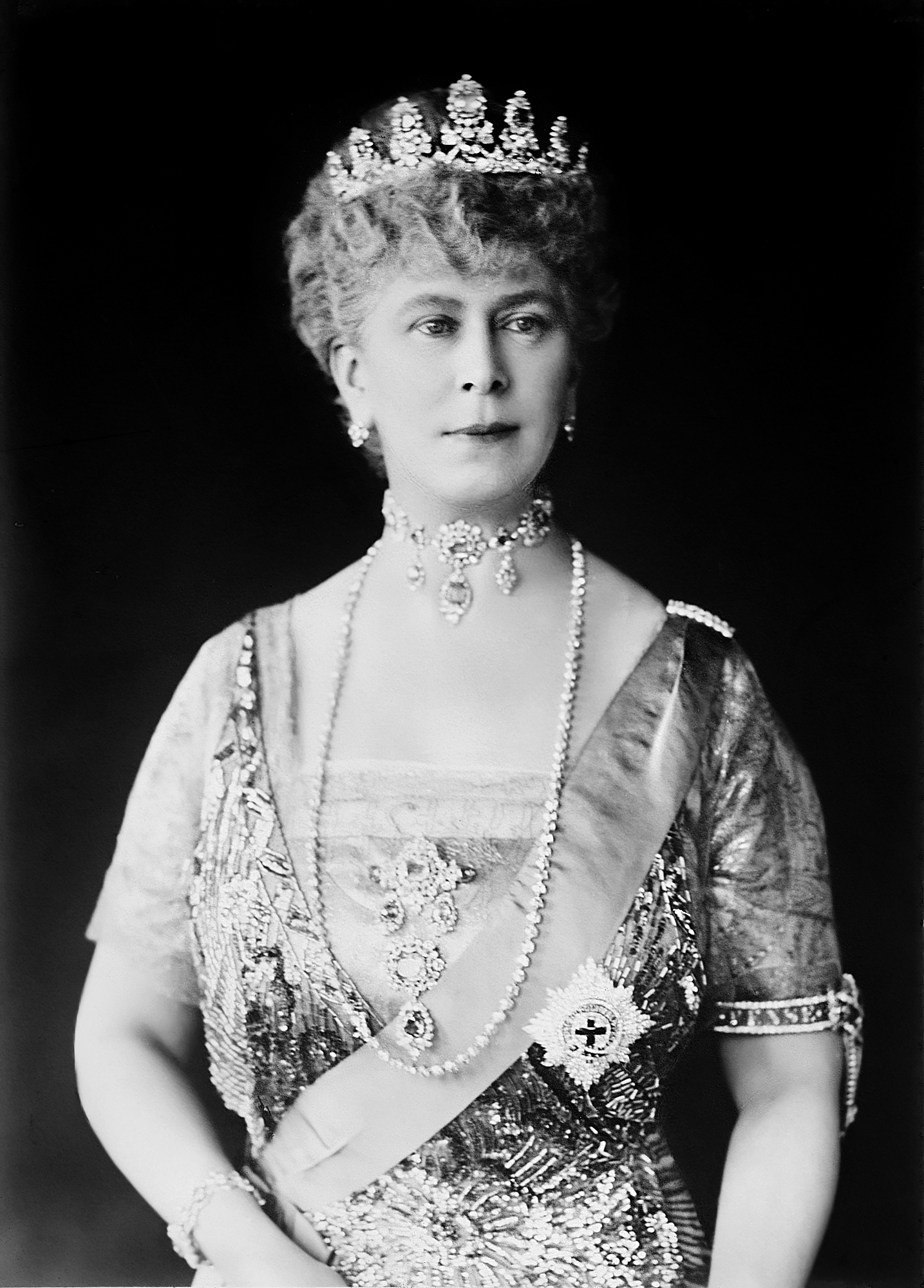
Maria von Teck († 1953)

- 1953: Maria von Teck, britische Hochadlige
- 1955: Otto Geßler, deutscher Reichswehrminister
- 1955: Thành Thái, zehnter Kaiser der vietnamesischen Nguyễn-Dynastie
- 1956: Christine Hamill, britische Mathematikerin
- 1960: Rudolf Kellerhals, Schweizer Jurist
- 1961: Antonio Gómezanda, mexikanischer Komponist und Pianist
- 1962: Auguste Piccard, Schweizer Wissenschaftler, Physiker und Erfinder
- 1964: Villem Kapp, estnischer Komponist
- 1966: Esko Aaltonen, finnischer Soziologe und Volkskundler
- 1967: Francesco Bracci, italienischer Geistlicher, Kurienkardinal
- 1967: Schterjo Atanassow, bulgarischer Politiker, Offizier und Militärhistoriker
- 1968: Alice Guy-Blaché, Pionierin des Films
- 1968: Leo Schubert, deutscher NS-Politiker aus dem Sudetenland, SS-Offizier
- 1969: Josef Berger, Schweizer Theatergründer, Regisseur und Schauspieler
- 1969: Joseph Kasavubu, kongolesischer Staatspräsident
- 1969: Renato Cesarini, argentinisch-italienischer Fußballspieler und -trainer
- 1969: Abel Smeets, französischer Automobilrennfahrer

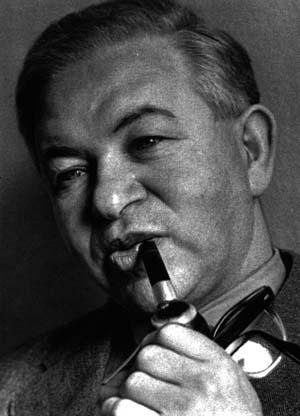
Arne Jacobsen († 1971)

- 1971: Arne Jacobsen, dänischer Designer und Architekt
- 1971: Hans Otten, deutscher Journalist
- 1971: Otto Schmidt-Hannover, deutscher Politiker, MdR
- 1973: Hans Wegmann, Schweizer evangelischer Geistlicher
- 1976: Bernard Montgomery, britischer Feldmarschall
- 1976: Ernest Shepard, britischer Illustrator (Pu der Bär)
- 1977: Conrad Felixmüller, deutscher Maler
- 1977: Moroi Saburō, japanischer Komponist
- 1978: Else Wex-Cleemann, deutsche Malerin
- 1979: Kurt Früh, Schweizer Filmregisseur
- 1979: Elisabeth Kellermann, deutsche Zeichenlehrerin und Buchillustratorin
- 1979: Tibor Kozma, ungarisch-amerikanischer Dirigent
- 1980: Ernst Albert Altenkirch, deutsches Mitglied der Zentralen Parteikontrollkommission der DDR
- 1980: Mario Lepori, Schweizer Bonvivant, Sportler und Automobilrennfahrer
- 1980: Óscar Romero, Erzbischof von El Salvador, Vertreter der Befreiungstheologie und Märtyrer
- 1981: Walther Bringolf, Schweizer Politiker
- 1982: Igor Gorin, US-amerikanischer Sänger, Schauspieler, Komponist und Musikpädagoge
- 1984: Jack Groob, kanadischer Geiger und Dirigent
- 1984: Sam Jaffe, US-amerikanischer Schauspieler
- 1984: William Voltz, deutscher Schriftsteller
- 1985: Kurt-Wolf von Borries, deutscher Bildhauer und Grafiker

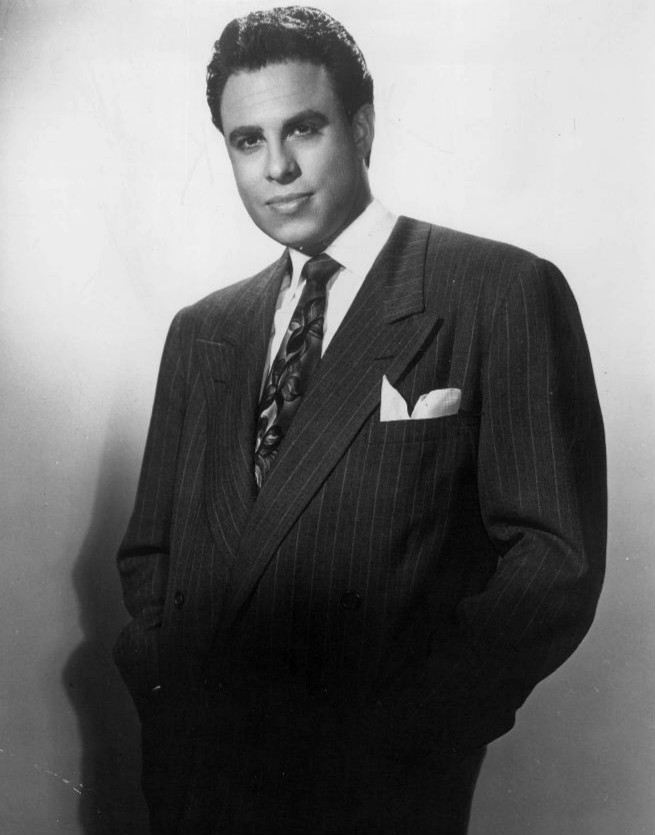
George London († 1985)

- 1985: George London, amerikanischer Opernsänger
- 1986: James Earle Ash, US-amerikanischer Pathologe und Offizier
- 1988: Heinrich Aigner, deutscher Politiker, MdB
- 1988: Roger Loyer, französischer Motorrad- und Automobilrennfahrer
- 1989: Arnett Cobb, US-amerikanischer Jazz-Saxophonist
- 1991: Kurt Gottschaldt, deutscher Vertreter der Gestaltpsychologie
- 1991: John Montague, kanadischer Geiger und Musikpädagoge
- 1992: Lutz Mackensen, deutscher Philologe und Lexikograph
- 1993: Julián de Ajuriaguerra, baskischer Neuropsychiater und Psychoanalytiker
- 1993: John Hersey, US-amerikanischer Schriftsteller und Journalist
- 1993: Fritz Lamerdin, deutscher Forstbeamter
- 1994: Hans Jakob, deutscher Fußballspieler
- 1994: Kojima Masajirō, japanischer Schriftsteller
- 1995: Chet Mutryn, US-amerikanischer American-Football-Spieler
- 1995: Joseph Needham, britischer Sinologe und Biochemiker
- 1996: Étienne Hajdú, französischer Bildhauer
- 1996: Christel Ulbrich, deutsche Tanztherapeutin
- 1997: Marcelle de Lacour, französische Cembalistin
- 1998: António Ribeiro, Kardinalpriester und Patriarch von Lissabon
- 1999: Gertrud Scholtz-Klink, deutsche Reichsfrauenführerin
- 2000: Al Grey, US-amerikanischer Jazzposaunist

### 21. Jahrhundert
- 2001: Birgit Åkesson, schwedische Tänzerin, Choreographin, Tanzpädagogin und Tanzforscherin

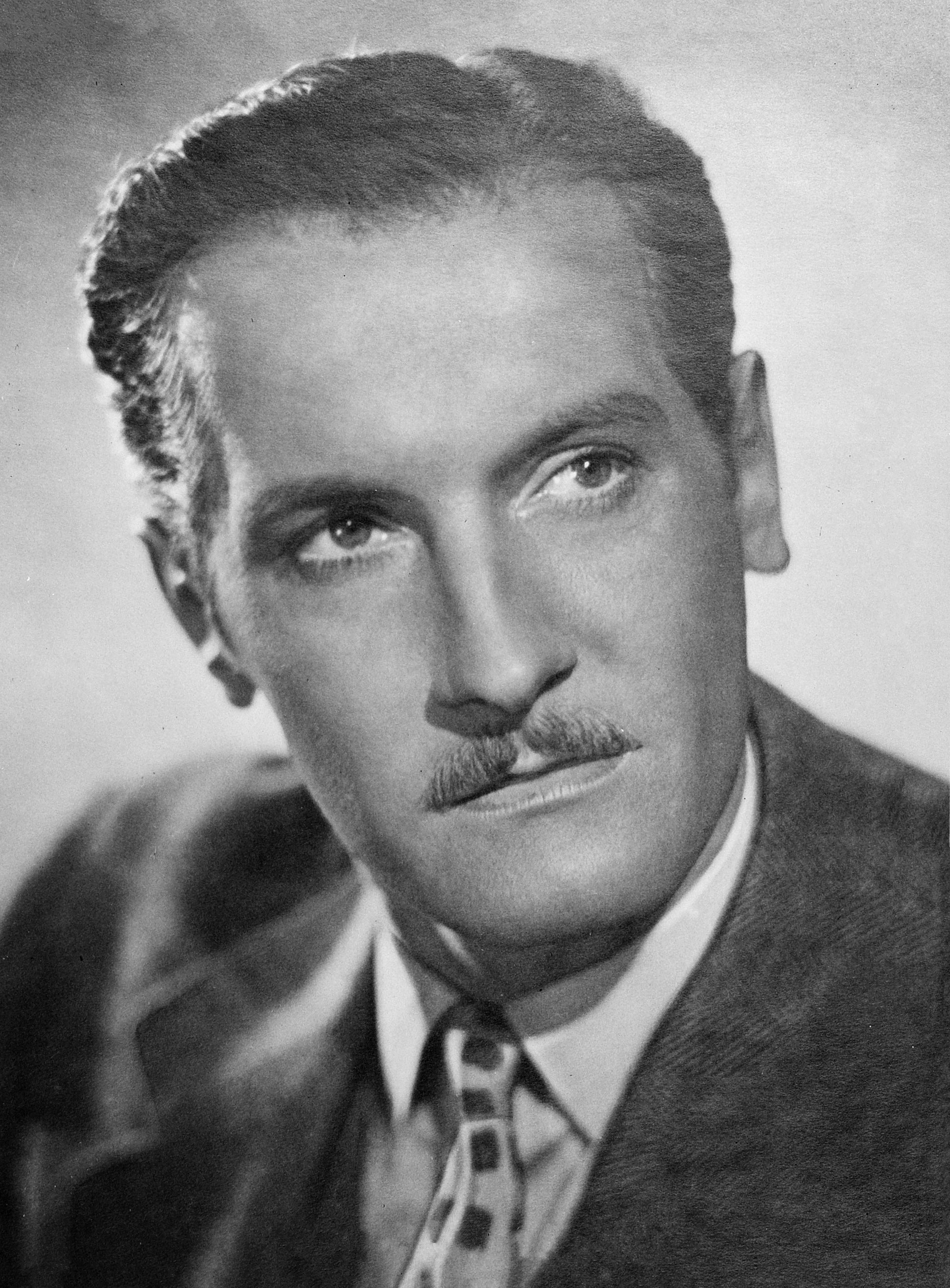
Karl Schönböck († 2001)

- 2001: Karl Schönböck, österreichischer Schauspieler
- 2002: Dorothy DeLay, US-amerikanische Violinpädagogin
- 2002: César Milstein, britischer Molekularbiologe, Nobelpreisträger
- 2002: Bob Said, US-amerikanischer Automobilrennfahrer und Filmproduzent
- 2003: Hans Hermann Groër, österreichischer Erzbischof und Kardinal
- 2003: Heinrich Neuy, deutscher Bauhauskünstler und Maler
- 2004: Herbert Beckert, deutscher Mathematiker
- 2005: Johann Adamik, deutscher Fußballspieler
- 2005: Gilles Aillaud, französischer Maler, Grafiker, Bühnenbildner und Autor
- 2005: Volker Bigl, deutscher Biochemiker und Hirnforscher, Rektor der Universität Leipzig
- 2005: Johannes Conrad, deutscher Schriftsteller und Satiriker
- 2005: Mercedes Pardo, venezolanische Malerin
- 2006: John Glenn Beall junior, US-amerikanischer Politiker
- 2006: Juan Lockward, dominikanischer Sänger und Komponist
- 2006: Lynne Perrie, britische Schauspielerin
- 2007: Florentine Rost van Tonningen, niederländische Rechtsextremistin
- 2007: Martin Studach, Schweizer Ruderer
- 2008: Neil Aspinall, britischer Roadmanager und persönlicher Assistent der Beatles
- 2008: Rafael Azcona, spanischer Drehbuchautor
- 2008: Carl Obenland, deutscher Maler
- 2008: Hal Riney, US-amerikanischer Werbetexter, Art Director, Regisseur in der Werbebranche und oscarnominierter Filmproduzent
- 2008: Richard Widmark, US-amerikanischer Schauspieler
- 2009: Gebhard Glück, deutscher Politiker
- 2009: George Kell, US-amerikanischer Baseballspieler
- 2009: Augustin Kubizek, österreichischer Komponist und Musikwissenschaftler
- 2009: Igor Anatoljewitsch Stelnow, russischer Eishockeyspieler und -trainer
- 2009: Heinz von Cramer, deutscher Autor und Hörspielregisseur
- 2010: Robert Culp, US-amerikanischer Schauspieler
- 2010: José Antonio Peteiro Freire, marokkanischer Erzbischof
- 2010: Erdal Merdan, deutsch-türkischer Autor, Regisseur und Schauspieler
- 2013: Barbara Anderson, neuseeländische Schriftstellerin
- 2013: Alfredo Pöge, deutscher Medizinchemiker und Sporthistoriker
- 2014: Felix Anschütz, deutscher Internist, Kardiologe und Hochschullehrer
- 2014: Robert F. Coleman, US-amerikanischer Mathematiker
- 2014: Marion Epstein, US-amerikanische Mathematikerin
- 2014: Jannik Inselkammer, deutscher Unternehmer
- 2015: Andreas Lubitz, Kopilot bei Germanwings
- 2016: Anatolij Awdijewskyj, ukrainischer Chorleiter und Komponist
- 2016: Roger Cicero, deutscher Pop- und Jazzmusiker

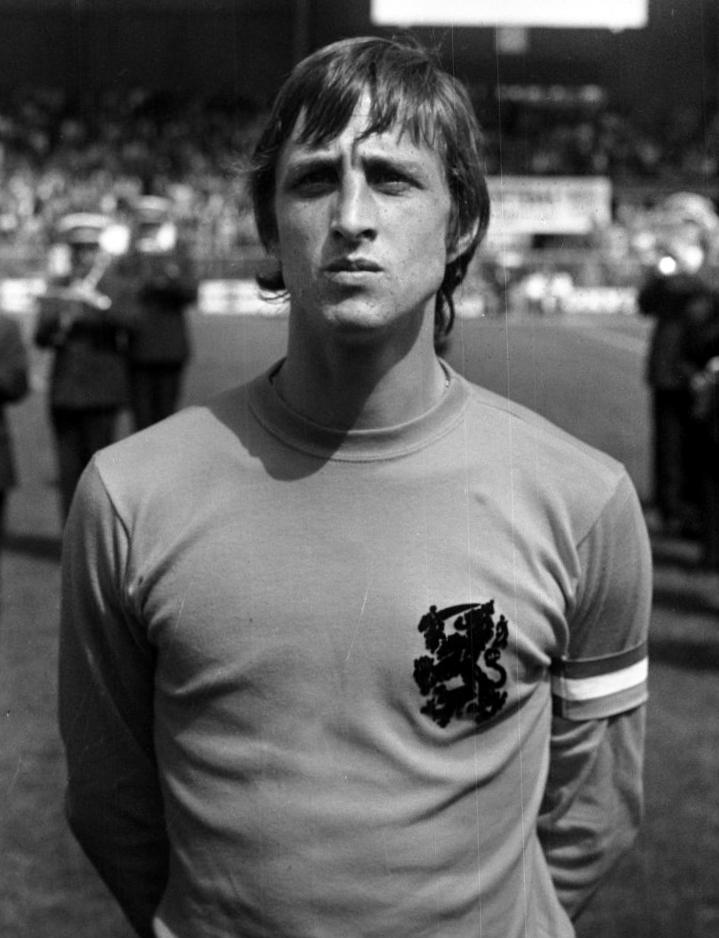
Johan Cruyff († 2016)

- 2016: Johan Cruyff, niederländischer Fußballspieler und -trainer
- 2016: Jan van Nerijnen, niederländischer Blasorchesterkomponist und Dirigent
- 2016: Garry Shandling, US-amerikanischer Schauspieler und Komiker
- 2017: Karl Hodina, österreichischer Maler und Musiker
- 2017: Avraham Sharir, israelischer Politiker
- 2017: Wolfgang Solz, deutscher Fußballspieler und -trainer
- 2018: Arnaud Beltrame, französischer Offizier der Gendarmerie
- 2018: Lys Assia, Schweizer Sängerin und Schauspielerin
- 2018: José Antonio Abreu, venezolanischer Komponist und Aktivist
- 2018: Leonore Puschert, deutsche Übersetzerin
- 2020: Manu Dibango, kamerunischer Jazzmusiker
- 2020: Alfred Gomolka, deutscher Politiker
- 2020: Terrence McNally, US-amerikanischer Dramatiker
- 2020: Gerard Schurmann, niederländisch-britischer Komponist und Dirigent
- 2020: Albert Uderzo, französischer Comiczeichner
- 2021: Aleksandar Anđelić, jugoslawischer Eishockeyspieler und -trainer
- 2021: Rudolf Kelterborn, Schweizer Komponist, Dirigent, Pädagoge und Musikpublizist
- 2021: Camille Liénard, belgischer Bobfahrer
- 2021: Jessica Walter, US-amerikanische Schauspielerin
- 2022: Kirk Baptiste, US-amerikanischer Leichtathlet
- 2022: Dieter Bokeloh, deutscher Skispringer
- 2023: Christopher Gunning, britischer Komponist
- 2023: Gordon Moore, US-amerikanischer Ingenieur und Unternehmer, Mitbegründer von Intel, Urheber des Mooreschen Gesetzes
- 2024: Péter Eötvös, ungarischer Komponist und Dirigent
- 2024: David Käbisch, deutscher evangelischer Theologe und Religionspädagoge
- 2024: Violeta Quesada, kubanische Leichtathletin
- 2024: Gordon Singleton, kanadischer Bahnradsportler, Weltmeister

## Feier- und Gedenktage
- Kirchliche Gedenktage
  - Hl. Katharina von Schweden, schwedische Adelige, Äbtissin und Jungfrau (katholisch)
  - Hl. Perpetua und Felicitas, römische Märtyrerinnen (orthodox)
  - Veit Dietrich, deutscher Theologe (evangelisch)
  - Óscar Romero, Erzbischof von San Salvador, Märtyrer (anglikanisch, evangelisch: ELCA)
- Namenstage
  - Katharina
- Gedenktage internationaler Organisationen
  - Welttuberkulosetag (WHO)

Weitere Einträge enthält die Liste von Gedenk- und Aktionstagen.